# スター・ウォーズの戦い一覧
スター・ウォーズの戦い一覧（スター・ウォーズのたたかいいちらん）はアメリカ映画『スター・ウォーズシリーズ』、および同映画のスピンオフ作品において行われた戦争や戦闘の一覧である。

## ハイパースペース大戦（5000BBY）
ヤヴィンの戦いから約5,000年前に起きたシス帝国と銀河共和国の戦争。民間のハイパースペース航路開拓者でシス帝国を発見した一人であるジョリ・ダラゴンが銀河共和国に戻る際に後をつけられ、銀河共和国の正確な位置を知ったシス帝国のシスの暗黒卿、ナガ・サドウが銀河共和国を侵略したことから起こる。
銀河共和国に帰ったジョリ・ダラゴンは銀河共和国にシス帝国が攻めてくることを伝えたが信じてもらえず遠い惑星に追放されるが、後に脱出し再びシス帝国の脅威を説明し、女帝テタや一部のジェダイの賛同を得ることに成功する。ナガ・サドウはほぼ無防備に近い銀河共和国に攻撃をしかけ、戦いは一気に銀河共和国全体に広がり、応戦したジェダイと銀河共和国の宇宙艦隊は形勢不利な状態が続いた。また、このとき活躍した有名な英雄の一人にエイリアンのジェダイであるオダン・ウーアがいる。形勢不利な状態が続いていた銀河共和国の連合艦隊は赤色巨星のプリマス・ガルードにてナガ・サドウの洗脳されていた部下の裏切りによって、劣勢を挽回することに成功する。以降、銀河共和国の優勢は決定的なものとなり、ジェダイのメミット・ネディルやジェダイ・マスターのウールーなどの活躍もあり、ナガ・サドウ率いるシス帝国を退却させることに成功する。
ナガ・サドウがシス帝国に戻ると、シスであり彼のライバルでもあったルド・クレシュの攻撃を受ける。シス同士の激しい戦闘となっている最中に銀河共和国の艦隊が到着し、2人のシスの軍隊に攻撃するが、ナガ・サドウは追撃をかわしてヤヴィン第4衛星に逃げ込み、そこでシスの魔力で自ら仮死状態にし、復活のときを待つ。

## 旧銀河共和国時代（1000BBY-19BBY）

### ナブーの戦い
『スター・ウォーズ エピソード1/ファントム・メナス』の作中で起きた戦闘。ヌート・ガンレイ総督率いる通商連合軍による惑星ナブーへの侵攻である。辺境貿易ルートへの課税に反対する通商連合が、改装貨物船を主力とする宇宙艦隊でナブーへの航路を封鎖させたことが原因で勃発した。この経済封鎖に、スパイス輸出で生計を立てていた惑星の人々は困窮し、銀河共和国元老院に解決のための助力を要請する。銀河元老院は重い腰を上げようとしなかったが、銀河元老院最高議長フィニーズ・ヴァローラムの要請を受けジェダイ評議会はこの事態を調停するため、クワイ＝ガン・ジンとその弟子であるオビ＝ワン・ケノービを通商連合に交渉人として派遣する。しかし、経済封鎖にはシスが関与していたため、シスの暗黒卿ダース・シディアスの命によって通商連合はバトル・ドロイドを主力にナブーへの侵攻作戦を開始。さらに元老院議長の特使であるジェダイも排除しようとする。
ナブーに到着したジェダイらの活躍により首都シードに囚われていたアミダラ女王以下数名の側近が救出された。そして共和国元老院に事態の沈静化を求めるべく直訴団が編成され、ジェダイと共に惑星コルサントに向かうが、元老院は機能不全に陥っていたため、有効な手立てが打てないまま無駄に時間が過ぎる事に不満をもったアミダラは、ナブーを代表するパルパティーン議員の助言を受けヴァローラム議長の不信任案を提出し、議長選挙を求めた。そして国民が次々に虐殺されている現状を憂慮して新議長選出を待つことなくナブーへ帰郷してしまう。
アミダラは、同じく惑星に居住して通商連合の侵攻を受けたグンガン族の協力を得て敵の主力軍をおびき出し、手薄になったシードの王宮にいるガンレイを拘束することで事態を打開しようとする。また通商連合のドロイド軍隊を無力化するため、ドロイドの集中制御を行っている軌道上の指令艦「ヴータン・バラー」を宇宙戦闘機で破壊する作戦を立案する。義勇軍の基地を奪取したパナカ隊長率いるナブー部隊は攻撃隊を編成し、通商連合の指令艦を攻め落とすためスクランブル発進する。この混乱の中でジェダイと行動を共にしていたアナキン・スカイウォーカーは、飛び交うブラスターから逃れるため戦闘機のコックピットに入り込み、ドロイディカを相手に苦戦している女王一行を助けようと計器を操作するうちに発進させる。アナキンは他のナブー義勇軍パイロットが次々に飛び出してくるドロイド・スターファイターに苦戦する中、偶発的に指令艦内に突入して内部から攻撃するという戦法で指令艦を破壊する。
地上では、陽動作戦を担っていたグンガンの「聖なる軍隊」が圧倒的な数のドロイド軍と対峙して苦境に陥っていたが、指令艦が破壊されたことでドロイドのコントロールが失われて勝利した。同じ頃、シード宮殿の玉座の間に侵入したアミダラたちによってガンレイと総督補佐官ルーン・ハーコは拘束され、作戦は成功する。2人のニモーディアンは共和国首都へ送還され、通商連合によるナブー統治は終了する。

### クローン戦争
『スター・ウォーズ エピソード2/クローンの攻撃』で開戦した戦役。ナブー侵略はジェダイとナブー残党勢力の反撃により失敗に終わったものの、これによりかねてから共和国の政治や腐敗に不満を高めていた銀河各星系の一部勢力が公然と共和国に反旗を翻した。その火は瞬く間に広がり、遂にはドゥークー伯爵をリーダーとする分離主義勢力の一大軍団を結成するに至った。
戦争の不安に動揺した共和国側でも早急に軍備を整える必要性を訴える趨勢が拡大し紛糾していた矢先、10年前にジェダイ騎士団のサイフォ＝ディアスが惑星カミーノに密かに発注していた宇宙船、各種武防具、地上用兵器をフル装備した20万ものクローン・トルーパーの存在がオビ＝ワンによって明らかになる。同じ惑星ナブー出身で元女王のパドメ暗殺未遂事件に業を煮やしていたパルパティーン元老院最高議長は、このクローン軍団を主力として共和国の正規軍を編制し、増大する分離主義勢力の脅威に対処するのが現状に照らしてもっとも合理的だと提案。議会の圧倒的賛同を経て、共和国は分離主義勢力との軍事的衝突に備えた。

#### ジオノーシスの戦い
ジェダイ騎士オビ＝ワン・ケノービによって、分離主義勢力が銀河辺境の工業惑星ジオノーシスに大規模なバトル・ドロイド製造の拠点を造り、対共和国戦争の準備を着々と進めていたことが発覚。この事態を重く見たジェダイ評議会は、その後捕らえられてしまったオビ＝ワン、アナキン・スカイウォーカー、パドメ・アミダラらの救出を名目にメイス・ウィンドゥ率いる200名からなるジェダイ騎士を派遣、反撃に出たバトル・ドロイド軍との間で遂に戦いの火蓋が切られた。
ところが既に製造されていたバトル・ドロイド軍の数は共和国側の想定を遥かに超えており、ジェダイ騎士も数に圧倒され、そのほとんどが命を落としてしまう危機的状況に陥った。しかし全滅する寸前に、グランド・マスターのヨーダが率いる20万人のクローン・トルーパーの援軍が到着。カミーノにおいて製造段階から高度な戦闘訓練を施され、強力な兵器を携えたクローン兵達は初の実戦で見事に活躍し、ジェダイとクローン・トルーパーの共和国側が逆転勝利した。しかし、敗走したドゥークー伯爵ら分離主義勢力の要人たちをことごとく取り逃がしてしまい、彼らは事実上この戦いを以て銀河共和国に対抗する新たな星系間国家、独立星系連合の成立と共和国に対する宣戦布告を宣言。銀河各地の星系でゲリラ的に戦争が拡大されることとなる。

#### クリストフシスの戦い

##### クリストフシスの上空での戦い
ドゥークー伯爵の戦略により、銀河の外縁宙域は中央部から切り離され、そこの共和国軍は補給や支援が滞り苦戦を強いられていた。惑星クリストフシスの上空では、マラステアの戦いで戦死したはずのハーチ族の名将トレンチ提督に率いられた艦隊が惑星を封鎖していた。アナキン・スカイウォーカーは最新鋭のステルスシップを駆使してトレンチ提督の旗艦であるプロヴィデンス級キャリアー/デストロイヤー「インヴィンシブル」を破壊した。封鎖を突破したアナキンは孤立していたベイル・プレスター・オーガナ議員に物資を運び、クリストフシスは分離主義の手から逃れることができた。

##### 奇襲作戦
そして数日後、アナキン・スカイウォーカーとオビ=ワン・ケノービが大胆な奇襲作戦に打って出たが、クローン・トルーパーのスリックが独立星系連合に内通し、奇襲作戦の情報を横流しした。スリックは最終的に裏切者として逮捕されたが、スリックによって共和国基地の武器庫が深刻なダメージを受け、これによって暗殺者アサージ・ヴェントレスは、ウォーム・ロースサム将軍にクリストフシスへの侵攻を開始させた。

##### 地上戦
翌日、惑星クリストフシスの市街地においてアナキン・スカイウォーカーとオビ=ワン・ケノービが率いるクローン部隊も圧倒的物量を誇るウォーム・ロースサム将軍のドロイド軍団に追い詰められていた。一度は敵部隊を撃退したアナキン達であったが、敵は強力なシールドを展開して再び進撃を開始。重砲を無力化するシールドを消し去るべくアナキンとヨーダに派遣された新たなパダワン、アソーカ・タノはシールド内部に潜入し、そのままシールド発生装置に向かった。オビ=ワンもロースサム将軍に降伏を申し入れる振りをして時間を稼ぎ、その隙に二人はシールド発生装置の破壊に成功。さらにロースサム将軍もオビ=ワンの手で拘束され、この戦いは共和国軍側の勝利で終わった。また、アナキンはシールドを破壊したアソーカを認め、自分のパダワンとすることを承諾したのだった。

#### ロッタ・ザ・ハット救出作戦
クリストフシスの戦いと同じ頃、銀河外縁部の航路を支配するジャバ・ザ・ハットの息子、ロッタ・ザ・ハットが何者かに誘拐されるという事件が発生。ジャバは共和国にその救出を依頼した。この依頼に対し、パルパティーンとヨーダはハット族の信用を得る事で彼等が支配する宙域を新たな補給航路に出来ると考え、依頼を受諾。ヨーダは惑星クリストフシスでの戦いを終えたオビ=ワンとアナキン、そしてそのパダワン・アソーカにロッタ救出を指示した。

##### テスの戦い
オビ=ワンはジャバとの交渉に向かい、一方のアナキンとアソーカ率いるクローン部隊は惑星テスへ行き誘拐犯が立て篭ったという崖の上にある寺院に突入しようとしたが即座に交戦状態へ入った。だが、崖の上にある寺院と崖をのぼりながら戦闘する共和国軍はウォーカーを一機破壊されるもスカイウォーカーの見事な作戦で制圧。ロッタの確保に成功。しかし、これはジャバをも分離主義勢力に取り込む事を企図したドゥークーの計画であり、彼はオビ=ワンが立ち去った後にジャバと接触。息子を誘拐したのはジェダイであり、さらにそのジェダイがジャバの命をも狙っていると吹き込み、独立星系連合への加盟を要求した。アナキンとアソーカ達もアサージ・ヴェントレス率いるドロイド1個大隊に包囲され、追い詰められていたが、オビ=ワン率いる212攻撃大隊の救援によりどうにか脱出に成功し、奪ったスパイス密輸船「トワイライト」でそのままタトゥイーンに向かった。しかし、そこでもドゥークーの妨害工作に遭い、アナキン達の乗った宇宙船は墜落。二人は徒歩でジャバの元に向う事になる。
その頃、ジャバがジェダイに不信を抱いていると知ったアミダラ議員は当時コルサントに居を構えていたジャバの親戚ズィロ・ザ・ハットに再度の交渉の仲介を依頼した。しかし、ズィロはドゥークーと内通しており、全ては両者が仕組んだ事であると判明する。一度はズィロに捕らわれたアミダラであったが、C-3POの呼んだコマンダー・フォックス率いるショック・トルーパー部隊により救出され、ズィロを拘束した。アナキンとアソーカ達もドゥークーおよびマグナ・ガード部隊との激しい戦いの末に無事ロッタをジャバの下へ送り届けた。そしてアミダラの手で全てがジャバに伝えられ、ジャバは共和国軍に支配宙域での通行を許可した。

#### ライロス侵略

##### ライロスの戦闘
分離主義評議会の一員で、テクノ・ユニオンの監督者を務めるエマー・ワット・タンバーがトワイレック種族の母星であるライロスを侵略した。この侵略に対して、共和国軍はジェダイ将軍のアイマ＝ガン・ダーイを現地へ派遣し、チャム・シンドゥーラ将軍率いるトワイレック・レジスタンスを手助けした。しかし、分離主義勢力軍の戦力は圧倒的でとうとうライロス上空のダオ提督率いる共和国艦隊が一掃され、地上で戦う兵士たちへの補給がなくなってしまった。

##### トイダリアの協力
食料と医薬品不足に苦しむトワイレックの民を救うため、共和国は中立惑星トイダリアに協力を求める。ジェダイ評議会は元老院の任務を終えたばかりのベイル・オーガナ議員に、近くにある惑星トイダリアへ向かうよう要請する。彼を支援するために派遣されたジャー・ジャー・ビンクス代議員と共に、カトゥーンコ王に飛行艇を物資の集積基地として使用できるよう依頼しようというのだ。オーガナとビンクスは王と評議会による公聴会に招かれたが、通商連合のロット・ドッド議員の到着によって交渉は暗礁に乗り上げてしまう。オーガナとビンクスはこの問題における人道的意図を強調するが、ドッドはこの戦争で中立を宣言していたトイダリアがライロスと共和国の兵士への物資補給に応じれば、一方の勢力を支援することになり、自ら掲げた原則を打ち破ることになると指摘する。熟考の末、カトゥーンコは共和国がトイダリアに基地をおくことを公式に拒否したのだった。だがその後、彼は密かにオーガナとビンクスに会い、本心では人道支援は彼の望むところであると告げる。彼はトイダリアによる干渉を秘密にすることを条件に、オーガナの船に予備の食料物資を積み込むことを許可したのだ。オーガナはトラブルメーカーとして並外れた才能を持つジャー・ジャーに、晩餐会の席でドッドの気を逸らすよう指示し、自身は補給物資の積み込み作業を監視したのである。ジャージャーの協力もあり、無事に共和国軍は救援物資をライロスに送ることに成功した。ダーイ将軍はバトル・ドロイドとの戦いで命を落としたが、シンドゥーラ率いる自由の戦士はトイダリアから派遣された補給物資を受け取るまで持ちこたえた。都市ケイズンが陥落した後、シンドゥーラの軍勢は秘密の拠点に身を潜めながらゲリラ戦を続けた。

#### ルゴサの戦い
ライロスへの密かな人道的支援を行った後、カトゥーンコはトイダリアは中立の姿勢を考え直すことになるかもしれないと考え、ジェダイ・マスター・ヨーダとの会見を提案した。トイダリアンの支配領域に共和国基地を建設する許可とトイダリアを共和国側に引き込む為、ヨーダはカトゥーンコ王と交渉を行おうと、珊瑚衛星ルゴサへ向かった。だが、トイリダリアンの君主カトゥーンコとその護衛兵たちがジェダイの特使の到着を待っていると、一足先にアサージ・ヴェントレスが現れ、彼にドゥークー伯爵のホログラムを示した。ドゥークーはカトゥーンコに共和国の弱さを説き、共和国ではトイダリアを守ることはできないため分離主義勢力との同盟を考えるべきだと主張する。さらにヨーダの交渉を邪魔するため、分離主義勢力はヨーダの乗ってきた軽クルーザーを2隻のフリゲート艦で攻撃した。ジェダイ・マスターは脱出ポッドで船から脱出し、クローン宇宙軍士官ザックは撤退を強いられる。やがてヨーダは3人のクローン・トルーパー、サイア中尉、ジェック、リズと共にルゴサの地表に到達した。そして共和国のフリゲート艦が星系を離れると、ヴェントレスはそれを弱さの証として王に訴えたのだった。だが、彼女の説得はヨーダ自身からのホログラムによる呼び出しによって遮られる。ジェダイ・マスターは生きていたのだ。地表に到着したヨーダはヴェントレスの存在に気付き、分離主義勢力がジェダイに勝る保護を提供するとしてカトゥーンコの指示を勝ちとそうとしていることを知った。そこでヴェントレスは勝負を提案する。ヨーダが彼女の精鋭部隊から逃れることができればトイダリアは共和国に加わる。だが彼が失敗し、ドロイドが勝てば、トイダリアは分離主義勢力に加わるというのだ。分離主義勢力はトイダリアを手に入れるためにドロイドの軍団をルゴサへ送り込み、ヨーダ達はルゴサでドロイド軍団と戦わなくてはならなくなったが、ヨーダの活躍によってクローンたちに犠牲は出ずにドロイド軍を押し込むことに成功した。ジェダイの戦いぶりに感銘を受けたカトゥーンコはトイダリアを共和国へ加入させることを決定した。ドゥークー伯爵はカトゥーンコに自分の申し出について再考するよう促すが、カトゥーンコは自身の言葉を守れない者とは取引できないと告げる。この結果に激怒した伯爵は、おそらく次は連合を支持する後継者と取引することになるだろうと告げ、ヴェントレスに彼を殺すよう命じたのだった。ヴェントレスはトイダリアン・ロイヤル・ガードを素早く始末し、王に襲いかかろうとしたが、ちょうどそのときヨーダが現れる。ヨーダはフォースでヴェントレスを押さえつけ、クローンがドロイドたちを破壊した。ヨーダはカトゥーンコに挨拶し、単純なフォースを見せつけてヴェントレスを退ける。だが彼女は降伏せず、あらかじめ設置しておいた爆弾で崖崩れを引き起こすと、それを囮にしてソーラー・セーラーで逃走したのだった。カトゥーンコ王はヨーダの申し出を喜んで受け入れ、共和国に参加した。その後、彼らを迎えるリパブリック・ガンシップが到着し、一同は衛星を発ったのである。

#### マレヴォランス戦役
マレヴォランスとは独立星系連合の新型巨大戦艦「サブジュゲーター級重クルーザー」の1隻で、ドゥークー伯爵からグリーヴァス将軍に与えられた艦だった。この艦の最大の特徴は船体の両側にそれぞれ一基ずつ装備された巨大なイオン砲で、それによって敵艦の電子機器を無力化する事が出来た。そしてマレヴォランスはグリーヴァス将軍の指揮のもと多くの共和国の艦隊をイオン砲で行動不能にさせた後に集中砲火を浴びせて壊滅させ、一人の生還者も帰さなかった。そのため、共和国軍はマレヴォランスの情報すら得る事が出来なかったのである。

##### アブレガドの戦い
マレヴォランス戦役の中、アブレガド星系でマレヴォランス撃破のために派遣されたジェダイ・マスターのプロ・クーン指揮下の艦隊がマレヴォランスを追跡するも、返り討ちにあって全滅させられてしまう。しかしアナキン・スカイウォーカー将軍とアナキンの弟子であるアソーカ・タノによってプロ・クーンとクーン指揮下のコマンダー・ウルフ以下数名のクローンが救出され、結果として共和国はマレヴォランスの正体を知る事が出来た。

##### リンデリア星系の戦い
グリーヴァス将軍はアブレガドでプロ・クーンらの追跡を振り切った後、リンデリア星系を通過しようとした共和国軍の医療船団を待ち伏せした。この襲撃で共和国のペルタ級フリゲート3隻とヴェネター級スターデストロイヤー1隻を破壊され、共和国の艦隊は全滅した。

##### マレヴォランス打倒作戦
リンデリア星系で共和国医療船団が襲撃された直後、アナキンは自身の＜レゾリュート＞で＜マレヴォランス＞破壊作戦を練っていた。アナキンは作戦を立てると、＜レゾリュート＞のハンガーにクローン・パイロットを集めて、＜マレヴォランス＞破壊作戦を説明した。彼は爆撃機の編隊を組んで敵のイオン砲をかいくぐり、グリーヴァス将軍のいるブリッジに直接攻撃を仕掛けるつもりでいた。プロ・クーンはこのリスクが高い作戦に難色を示したが、最終的に自身も護衛機として爆撃隊に同行することにした。

##### カリーダ星雲通過
アナキンが作戦を説明した直後、ユラーレン提督からアナキンはリンデリアで共和国医療船団が待ち伏せされた事を伝えられた。
アナキンはユラーレン提督の情報からグリーヴァス将軍は次にカリーダ・ショールズ医療センターを狙うと予測した。
ユラーレンは即時にカリーダ・ショールズ医療センターに襲撃の警告を伝えた。
オビ＝ワンも＜ネゴシエーター＞でカリーダ・ショールズ医療センターに向かうつもりだったが、カリーダ星雲が邪魔をするため、星雲を迂回してセンターに向かわなければならなかった。
しかし、星雲が邪魔なのは＜マレヴォランス＞も同様で星雲を迂回しながらセンターに行かなければなかった。
アナキンは＜マレヴォランス＞より早く医療センターにつかなくてはならなかったので、自身がBTL-B Y-ウィングからなるシャドウ中隊を率いて、カリーダ星雲を通過することにした。
道中、アナキン率いるシャドウ中隊がカリーダ星雲の「バルモーラ・ラン」を通った時、カリーダ星雲に生息するネブレイ・マンタに出会った。
この生物により、クローン・パイロットのマッチスティックの乗るY-ウィングのスタビライザーが損傷、シャドウ11のアストロメク・ドロイドが破壊されるが、シャドウ中隊はなんとかカリーダ星雲を通過した。

##### ＜マレヴォランス＞への攻撃
シャドウ中隊はなんとかカリーダ星雲を抜けたが、すぐに＜マレヴォランス＞が姿を現した。
カリーダ・ショールズ医療センターでは既に半数の負傷したクローントルーパーが撤退の準備を進めていた。
グリーヴァス将軍はシャドウ中隊よりも脱出しようとしていたペルタ級フリゲートに狙いを定めてイオン・パルス砲でフリゲート船団を沈黙させ、ヴァルチャー・ドロイドを＜マレヴォランス＞から発進させ、シャドウ中隊を迎え撃った。
戦いの最中、グリーヴァスは味方のドロイド・スターファイターも巻き添えにして、共和国軍の爆撃機に向けてイオン砲を発射するよう部下のドロイドに命じた。＜マレヴォランス＞からイオン砲が放たれると、スカイウォーカーは機能停止を免れるため巨大なイオン・パルス砲をかわすよう部下たちに命じたが、カリーダ星雲通過時にダメージを追っていたマッチスティックの機が故障し、タグのYウイングと衝突してしまった。また、シャドウ6、7、10のYウイングもイオン・パルス砲にあたり、機能を停止した。
半数のパイロットを失いつつも、シャドウ中隊は＜マレヴォランス＞への攻撃を続け、医療センターを狙う巨大軍艦のブリッジを目指して飛行した。さらに1機のYウイングを失った後、アナキンに同行していたタノは今の戦力で防御の厚いブリッジを狙うより、新しい作戦を考えるべきではないかとアナキンに進言した。
クーンもアソーカに同調し、医療ステーション攻撃に向けて充填中のイオン砲を叩けば、＜マレヴォランス＞に大ダメージを与えられるかもしれないと提案した。スカイウォーカーはブリッジ攻撃を断念し、イオン・パルス砲に向かう。
シャドウ中隊は発射直前のイオン・パルス砲撃にプロトン魚雷を打ち込み、＜マレヴォランス＞に深刻な損傷を与えることに成功した。
＜マレヴォランス＞は大爆発に見舞われ、武器が全て機能停止、ハイパードライブも使えなくなった。
グリーヴァスは＜マレヴォランス＞に撤退を命じるも、直後にケノービの＜ネゴシエーター＞を含むスター・デストロイヤー艦隊が星系内に到着し、ハイパースペースにジャンプできない＜マレヴォランス＞に容赦ない砲撃を浴びせかけた。スカイウォーカー、タノ、クーンはスター・デストロイヤーに帰艦し、共和国艦隊の支援に備えて戦闘機の燃料補給を行った。

##### ＜マレヴォランス＞撃破
＜レゾリュート＞に帰艦したスカイウォーカーは、ジェダイ・マスター・ルミナーラ・アンドゥリの部隊に援護を求めたが、彼女は近隣領域で分離主義勢力の援軍と交戦しており、力を貸す余裕がなかった。ユラーレン提督は敵が一向にジャンプする素振りを見せないことから、＜マレヴォランス＞がハイパードライブに損傷を負っていることに気づく。ケノービは有利な状況を活かしてブリッジへの集中砲火を命じたが、勝利が目前に迫ったところで、アミダラ議員のヨットが＜マレヴォランス＞の近くに姿を現した。スカイウォーカーは秘密の妻であるアミダラが戦場に現れたことに動揺し、すぐに逃げるよう指示したが、ナブー・ヨットはトラクター・ビームに捕まって＜マレヴォランス＞のハンガーに引き込まれてしまった。グリーヴァスは銀河元老院議員を人質に取り、＜マレヴォランス＞のハイパードライブが回復するまでの交渉道具に利用するつもりだったのである。議員を救出すべく、スカイウォーカーとケノービは＜トワイライト＞に乗って＜マレヴォランス＞へ潜入する。
＜マレヴォランス＞のハイパードライブが修復目前であることをアミダラから教わった後、ケノービは艦内のハイパードライブ制御室へ向かい、スカイウォーカーとアミダラは航法コンピューターの破壊工作に向かった。また、アストロメク・ドロイドのR2-D2はレール・ジェットを緊急停止させてC-3POを救い、＜トワイライト＞へ連れ帰った。しかし、艦内の通信をモニターしていたグリーヴァスは、ハイパードライブ制御室にドロイドの大部隊を送り込み、ケノービを迎え撃った。サイボーグの将軍も自らジェダイの始末に出向いたが、ケノービはフォースを使ってドロイデカを押し飛ばし、迫りくるバトル・ドロイドをなぎ倒した。ドロイデカの影に隠れてグリーヴァスのブラスターを凌いだ後、ケノービはハイパードライブの破壊を諦めてグリーヴァスとの対決を生き延びた後、撤収した。
＜トワイライト＞が＜マレヴォランス＞から発進した直後、巨大軍艦に止めを刺すタイミングを見計らっていたプロ・クーンは、ヴェネター級スター・デストロイヤーに一斉砲撃を命じた。グリーヴァスはジェダイを倒すため自らベルブラブ22スターファイター＜ソウルレス・ワン＞に乗り込んで出撃し、ヴァルチャー・ドロイドを従えて＜トワイライト＞の後を追った。グリーヴァスは＜トワイライト＞の翼にレーザー砲を1発当てたが、アミダラ議員が回転レーザー砲を操作して反撃したため、致命的な一撃を与えることができなかった。戦闘中、グリーヴァスは＜マレヴォランス＞のブリッジにいるドロイドにハイパードライブの起動を命じ、セクター4にある連合軍秘密基地で落ち合うよう指示する。
R2-D2は＜マレヴォランス＞のハイパードライブ起動を探知したが、敵艦を待ち受ける哀れな末路を知っていたスカイウォーカーは、構わず共和国艦隊に向かって飛び続けた。破壊工作が施された航法コンピューターはセクター4ではなく近くにあるアンターの死の月に針路をロックし、ドロイドたちが座標をリセットする暇もなく月面に直進した。この時、グリーヴァスは合流地点にいるドゥークー伯爵から戦況を尋ねられたが、返答を拒否してホログラム通信を切った。その直後、＜マレヴォランス＞は月に衝突して爆発し、まばゆい光を発して粉々になった。こうして分離主義勢力の誇る新型軍艦の脅威に終止符が打たれ、共和国のヴェネター級艦のブリッジでは勝利を喜ぶ歓声が上がった。

#### クローン訓練生
カミーノでは、日々クローン・トルーパーが製造されていた。コマンダー・コーディや、キャプテン・レックス、コマンダー・ウォルフなど、戦場で大きな戦功を挙げる勇敢なトルーパーもいたが、その陰では落伍者も存在していた。
CT-782（ヘヴィ）、エコー、ドロイドベイト、CT-4040、ファイブスは、ドミノ分隊と呼ばれる分隊のメンバーだった。ドミノ分隊は、同時期に訓練を受けたブラボー分隊などの他の分隊と比較すると、チームワークに大きな問題を抱えていた。賞金稼ぎのブリック教官は彼らを落ちこぼれと嘲るが、もう一人の教官エル＝レスは分隊の才能と可能性を信じていた。訓練の責任者であるシャク・ティは、ブリックに賛成する立場をとった。カミーノアンのラマ・スーはドミノ分隊に対して「失敗作」、いわゆる"問題クローン"の烙印を押し、彼らは実戦投入を認められずにいた。
ドミノ分隊のチームワークは一向に改善せず、仲間を見捨てたせいで、五人は昇格試験を失格とされてしまう。ファイブスとエコーはシャク・ティと面会。他の部隊への転属を願い出たが、シャク・ティはチームワークの大切さについて二人に話し、追試を命じたのだった。
一方でCT-4040は、ブリック教官と会い挑発を受ける。ブリックの目的は分隊を切り捨てる口実にするためだが、CT-4040はこれを拒否。ブリックからは「そういうやつを『カタップ』(自慢屋)というんだ！」といわれ、CT-4040はそれを気に入り、その瞬間からニックネームを「カタップ」としたのだった。同じころ、CT-782は試験を諦めて脱走しようとしていた。すると遺伝子の不具合がある雑用係のクローン99がCT-782に声をかけ、チャンスを与えられなかった自分と違い彼には可能性が残っていることを諭してヘヴィことCT-782の心を動かした。
翌日、追試に臨んだヘヴィ、エコー、ドロイドベイト、カタップ、ファイブスの5人は、それまでと打って変わったチームワークの良さを発揮し、分離主義者の刑務所、「シタデル」を想定して作られたコースを攻略。ついに、砦の目の前までやって来た。しかし、砦の前に付くと、壁をよじ登る為のアセンション・ケーブルが無いことに気付く。ブリックがわざと隠したのだ。エル＝レスは中止を申し出るが、シャク・ティは「戦場ではフェアプレーなどありえない」と言い、訓練を続行させた。
ドミノ分隊は即興で作戦を立て、要塞の砲台を破壊して足場に使い、砦の上に立つビーコンを奪取、見事追試をクリアした。
問題クローンたちを認めたブリックは、エル＝レスと共にドミノ分隊にメダルを授与した。ヘヴィは99と再会を約束し、自分のメダルを渡した。シャク・ティは「フォースが共にあるように」と告げ、クローン・トルーパーたちは戦場へと旅立った。

#### リシ・ムーンの戦い

##### リシ・ステーション防衛戦
辺境の星、リシ・ムーンでは晴れてクローン・トルーパーになれたドミノ分隊が、他の分隊と共にオナイナー軍曹の下に配属されていた。ヘヴィ、エコー、ファイヴス、カタップ、さらにドロイドベイトは戦いの無い任務にうんざりしていた。外で暴れまわることを願うヘビーに対し、軍曹はカミーノに最も近いこの基地の重要性を説いた。
その頃、キャプテン・レックスとコマンダー・コーディが新兵のいる最後の星、リシ・ムーンへ視察に向かっていた。その頃リシでは流星群が飛来、ヘヴィがシールドを起動する。しかし、これにはグリーヴァス将軍とアサージ・ヴェントレスの策略によって内部にドロイドを搭載したボーディング・シップ2機が紛れ込んでいた。内部にいたBXシリーズ・ドロイド・コマンドー（コマンド・ドロイド）はまず基地の歩哨（CT-327）をスタン・バトンで即死させると、ゲリラ交戦を始めた。オナイナーは、まずドミノ分隊のドロイドベイトと別の分隊のナブを送り出したが、二人とも即死。軍曹もレーザーで撃たれてしまう。基地制圧が完了するとコマンド・ドロイドはグリーヴァス将軍に基地制圧を報告した。
ドロイドベイト以外のドミノ分隊は辛うじて外に逃げ出すが、カタップが怪物リシ・イールに捕食されてしまう。基地が乗っ取られたことを知らないレックス達は基地に入ろうとするものの、待ち構えていたコマンドー・ドロイドから奇襲を受け、シャトルを破壊されながらもなんとか脱出に成功する。脱出した先には生き残った三人の新兵がいたが、そこで再びリシ・イールが襲撃。それをレックスはハンド・ブラスターの一発で仕留める。そしてレックスとコーディは新兵達をまだ実戦による傷や汚れのない装甲服を身につけた「シャイニー（ピカピカ組）」と呼んで基地の奪還作戦を立てた。
レックスがコマンドー・ドロイドに成りきりセキュリティを突破、正面ゲートから侵入しコーディや「ピカピカ組」はドロイドたちを全滅、基地の奪還に成功した。
だが、基地奪還後、間もなくグリーヴァス将軍のカミ―ノ攻撃用艦隊がリシ・ムーンに到着する。レックス達は共和国艦隊に警告しようとするも、通信装置には異常なしの信号を送り続けるよう細工が施してあり修正不可能であった。さらにドロイドからの応答がない様子を見てグリーヴァスは、次にOOMコマンダードロイド率いる増援部隊を向かわせる。これに気づいた五人のクローンは、一年のほとんどが冬であるこの星の寒さを凌ぐために基地に設置された暖房の燃料である液体ティバナで基地と増援部隊ごと爆破させることを計画した。そうすれば、基地からの信号が途絶え共和国艦隊が異変に気づくからだ。
こうして再び、生き残ったクローン達と増援のドロイド部隊との間で交戦が始まった。しかし、肝心の起爆装置の遠隔スイッチが作動しなくなってしまう。ヘヴィは一人基地に残って修理を試み、ドロイドたちが侵入するとお気に入りの武器であるヘヴィ・ロータリー・キャノンを使い一人で果敢に応戦した。足を撃たれ動けなくなったヘヴィは自らを犠牲に手動で液体ティバナを爆発させる。
ヘヴィの勇敢な行動により、リシ基地が爆発し、アナキンの艦隊が異変に気付いたのである

##### リシ・ムーン上空の戦い
基地の異変に気付いたアナキンはすぐに艦隊をリシ・ムーンに向かわせた。これによりグリーヴァスの艦隊と共和国の艦隊がリシ・ムーン上空で鉢合わせし砲撃戦を繰り広げることとなったが、分離主義者側に分が悪いとみたグリーヴァス将軍によって、分離主義勢力の艦隊は撤退、ヴェントレスが潜入中のカミーノが奇襲を受けることはなく、アナキンたちにカミーノの危機が伝わったのだ。そしてアナキンの旗艦レゾリュートに戻ったレックスは、ファイヴスとエコーを第501大隊の隊員に任命した。

#### カミーノの戦い
カミーノを襲撃するという計画を知ったアナキンとオビ＝ワンは、シャク・ティと、ラマ・スーの待つカミーノの首都・ティポカシティに向かい、戦いに備えていた。第501大隊のファイブスとエコーは、99と再会。ヘヴィの事を尋ねる99号に、二人はヘヴィがリシ・ムーンで奮闘し、戦死したことを告げる。99はヘヴィの死に悲しみ、二人にヘヴィが訓練所を卒業したときにくれたメダルを見せた。
カミーノにグリーヴァスの艦隊が到着。アナキンはファイターを飛ばして以前のマレヴォランスへの攻撃に参加していたパイロット・ブロードサイドと共に、グリーヴァス艦隊を攻撃。オビ＝ワン曰く"簡単に"やり過ごす事ができた。
しかし、戦いの際にカミーノの海に戦艦の破片が落下。海中にて準備していたアクア・ドロイドは、破片に偽装された船の部品を組み立て、カミーノへの攻撃を開始する。グリーヴァスに率いられたトライデント・ドリルは建物を攻撃。この襲撃で、ARCトルーパーのハヴォックが死亡。また、グリーヴァスを倒そうとしたARCトルーパー・コルトも、ヴェントレスのフォースにはかなわず、ライトセーバーで刺殺された。ヴェントレスは、グリーヴァスの前から立ち去り、入れ替わりにオビ＝ワンがやって来た。
一方で、エコーとファイブスは、キャプテン・レックス、コマンダー・コーディ、戦闘要員ではないが力になりたいという99、さらには訓練生と共にドロイドを撃破したものの、この戦いで99が背後から撃たれて戦死した。
グリーヴァスはオビ＝ワンと戦い、DNA保管室に向かったヴェントレスはアナキンと対決。グリーヴァスは逃走する。ヴェントレスもジャンゴ・フェットのDNAサンプルを盗もうとしたが、アナキンたちに止められ、作戦は失敗。シャク・ティと、ARCトルーパー・ブリッツの活躍もあり、共和国軍は、大勝利を収めたのだった。戦いの後、レックスとコーディはファイブスとエコーの活躍をたたえ、二人を正式にARCトルーパーに任命したのだった。

#### ファリーンの戦い
惑星ファリーンが分離主義勢力の進行を受けた。この時、ファリーンで共和国軍と分離主義勢力が戦闘を繰り広げたものの共和国部隊は全滅し、グリーヴァス将軍率いる部隊は次なる目標をボサウイに決めた。

#### ボサウイの戦い
圧倒的な勢いで惑星ファリーンを陥落させたグリーヴァス将軍は6隻のミュニファスント級フリゲートからなる艦隊を率いてボサウイへ侵攻する。一方、共和国側はアナキン・スカイウォーカー将軍とその弟子アソーカ・タノ率いるヴェネター級スターデストロイヤー3隻を派遣してボサウイ防衛に当たらせた。
戦闘が始まるとボサウイを取り囲む小惑星帯にAT-TE部隊を配置し、敵が小惑星帯に入った所を背後から攻撃するというアナキンの奇策が功を奏し、連合軍艦隊は大混乱に陥り全滅、グリーヴァス将軍一人が辛くも逃げ延びた。こうして戦いは共和国軍の大勝に終わったが、戦闘の最後にアナキンのドロイドR2-D2が行方不明になるというトラブルが発生してしまう。

#### スカイトップ・ステーションの戦い
R2-D2が行方不明になったが、オビ=ワンはアナキンにグリーヴァス将軍の通信傍受基地を発見するよう命令する。アナキンには新たなアストロメク、R3-S6が支給されるが、失敗を繰り返すR3を「ドジゴー（ドジな金色のドロイド）」と呼んでいた。アナキンは感情表現の豊かでアストロメクドロイドとしても優秀なR2を追憶する。そしてR3と共にスカイトップ・ステーションを捜索していると、R2の声が通信チャンネルで入ってきた。これを追跡したアナキンは分離主義勢力のスカイトップ・ステーションを発見したのである。
アソーカ・タノが通信傍受基地の原子炉を探していると、スカイトップ・ステーションでグリーヴァスに発見され対決することになった。その頃アナキンはR2-D2を発見。マグナガード・ドロイドを全滅させ、R2を取り戻し、キャプテン・レックスのいるメインハンガーへ向かった。同じ頃グリーヴァスとの対決で劣勢に陥っていたアソーカは、ドロイドの棚の上に隠れていた。すると、同行していたR3が独立星系連合によりクラッキングされたスパイであることが判明する。それまでこのドロイドが行っていた「ドジ」も意図的な妨害工作だったのである。
アソーカが捕縛され、メインハンガーでは戦いが起きていた。しかし、アソーカがグリーヴァスの元から逃げ出すと、メインハンガーへ行き、マスターを救助する。そしてR2がR3を大破すると、崩壊するスカイトップステーションからアナキン、アソーカ、キャプテン・レックス、R2、デナル軍曹、その他のクローン1名が脱出した。

#### ローディアの任務
惑星ローディアが危機に瀕していたため、元老院のパドメ・アミダラと代議員ジャー・ジャー・ビンクスは実態調査のために、C-3POをつれ、ローディアに向かった。ローディアを代表する元老院議員であるオナコンダ・ファーはパドメの父が若いころに携わっていた難民救済運動を手助けしていた縁でパドメの一家とは家族ぐるみの付き合いをしており、パドメにとっては伯父同然の存在だったのである。しかしローディアに到着すると、パドメが助けようとしていたはずのオナコンダ・ファーがヌート・ガンレイの説得を受け分離主義勢力に介入してしまったことを知る。メイン・ハンガーに残されたジャー・ジャーと3POはクラブ・ドロイドの攻撃を受け、議員を救出しようとするが、パドメの宇宙船から発見されたジェダイのローブをまとったジャー・ジャーはやってきたヌート・ガンレイにジェダイと誤認されてしまう。ドロイドの攻撃を抑えたジャー・ジャーは、何度か死亡したかに思われつつも生き延びていた。水中生物の協力を得たジャー・ジャーと救援に駆け付けたグリーン中隊がガンレイを逮捕すると、パドメは「オナコンダが共和国への翻意を示したのはガンレイを捕縛するための演技であった」という体裁を整え、彼が共和国に戻れるよう取り計らった。これを受けてオナコンダは共和国に戻り、パドメに謝罪した。

#### <トランクィリティ>の戦い
ローディアで捕縛されたガンレイがジェダイクルーザー・トランクィリティでルミナーラ・アンドゥリィとアソーカ・タノにより連行されると、ドゥークーは、アサージ・ヴェントレスにガンレイの救出を命じた。クルーザーが攻撃を受け、ルミナーラとコマンダーグリーが通路に向かい、アソーカは、ガンレイ救出にやってきたヴェントレスと戦うことになる。アソーカは閉じ込められ、ガンレイが救出されかけるが、寸前でルミナーラが現れ、形勢が逆転する。アソーカは、ヴェントレスを相手にジェダイ・マスター一人では勝てないことを知っていたが、ルミナーラは、一人で暗殺者を追ってしまう。そんなアソーカにセネイト・コマンドー・キャプテン・アーガイアスが「よき兵士は正しいと思ったら行動をためらわない。」と助言する。それを聞いたアソーカは、ルミナーラの応援に駆けつけた。しかし、これは分離主義勢力と内通していたアーガイアスの仕掛けた罠であった。ヴェントレスが脱出すると、アーガイアスが内通者としての本性を現し、ヴェントレスとガンレイを連れて逃走してしまったのだ。

#### ヴァセック3の戦闘
アーガイアスとヴェントレスによって奪還されたガンレイを追い、ヴァセック3にたどり着いたキット・フィストーとナダール・ヴェップはガンレイを守るドロイドたちを倒すが、ガンレイは既にこの星を立ち去っていた。ガンレイを捕まえられなかった代わりに、ドゥークーはグリーヴァスをこの星に呼び戻した。グリーヴァスはキット・フィストーらの迎撃を受けるが、平然と対処し、クローンを次々と一掃していった。ついにグリーヴァスがペットである巨獣ゴアをけしかけ、キット、ナダール、クローン・キャプテンを襲わせるが、ジェダイは生き残り、ゴアを返り討ちにして殺してしまった。ナダールが力を身につけてきていると、グリーヴァスが現れ、師と弟子は離れ離れになってしまう。とうとうナダールも殺害され、キットは単身ヴァセック3を脱出した。

#### ヴァンコアの戦い

##### ドゥークー伯爵追跡
アナキン・スカイウォーカーはドゥークーの捕縛を試みるも、行方不明となってしまう。彼のマスターであるオビ＝ワン・ケノービは、スカイウォーカーからの最後の連絡があった座標へ向かい、そこにあった分離主義者のフリゲート艦に向かう。フリゲート内で合流した2人は目標を達成するためにドゥークーのところへ向かい、それと同時にアナキンのクルーザー「レゾリュート」がフリゲートに砲撃を開始する。だがドゥークーはソーラー・セーラーで船を脱出してしまう。彼を追うためアナキン達はシーシピード級シャトルでソーラー・セーラ―を攻撃する。伯爵の船はダメージを負い惑星ヴァンコアに墜落するが、ジェダイの船も戦闘でダメージを負い、制御を失って同様に惑星ヴァンコアへ墜落した。
先に墜落したドゥークーを捜索していたとき、スカウォーカーとケノービは猛獣ガンダークの棲む洞窟に閉じこめられる。彼らはガンダークや地下から噴き出す毒ガスに苦しめられたが、駆け付けたパダワン・アソーカ・タノとクローン・トルーパー部隊に救出された。
一方ドゥークーはヴァンコアに不時着にした後、ホンドー・オナカー率いるウィークウェイの海賊団と遭遇し、彼らの拠点フローラムへ連れていかれた。

#### 囚われたジェダイ

##### フローラムの任務
惑星フローラムへとウィークウェイの海賊に連れて行かれた独立星系連合の国家主席ドゥークー伯爵はその場でホンド―たちに拘束されてしまう。
共和国は国家主席ドゥークー伯爵の身柄を引き取るため、海賊の首領ホンドー・オナカーと取引することになり、海賊が望むスパイスを届けるという条件を呑む決定を下す。この任務を引き受けた外交チームの出発に先立ち、ジェダイ将軍のオビ＝ワン・ケノービとアナキン・スカイウォーカーが海賊基地へ派遣され、囚人が本物のドゥークー伯爵であることを確認した。しかし、儲けを3倍にしようと企んだオナカーは、2人のジェダイも捕まえてドゥークーと一緒の牢獄に入れた。一方、最高議長シーヴ・パルパティーンはカーラス元老院議員、ジャー・ジャー・ビンクス代議員に海賊との交渉を任せ、コマンダー・ストーンのクローン・トルーパー部隊を護衛役に割り当てた。彼らはスカイウォーカーとケノービも海賊に捕まっていることを知らないまま、スパイスを載せたニュー級シャトルでフローラムへ向かった。

##### フローラムでの戦闘
フローラムの大気圏に入った直後、シャトルは海賊のバーブ・メンティアによって撃墜された。ターク・ファルソを筆頭とする海賊の裏切り者一派が、オナカーには秘密でスパイスを横取りしようと考えたのである。カーラスがシャトルの墜落で命を落としたため、ビンクスが代理で外交チームを率いることになった。彼らは一度ファルソの一味にスパイスを奪われたが、ビンクスの活躍によってスパイスが海賊に渡る事は阻止され、海賊基地の動力供給装置を破壊することにも成功する。ジェダイは拘束具を逃れてビンクスと合流したが、そのころドゥークーは既に基地から逃げ出していた。伯爵がいなくなった今、これ以上海賊と関わる理由もないと判断したジェダイは、復讐されないことに驚くオナカーを尻目にフローラムを去っていった。

#### 行方不明のジェダイ達

##### クエルの戦い
ジェダイ将軍アイラ・セキュラ率いる共和国宇宙軍が、惑星クエルの大気圏高層で分離主義勢力宇宙艦隊と交戦した。両軍の主力艦から出撃したスターファイター中隊が激しい航空戦を繰り広げ、双方が多大な犠牲をはらうも、次第にアイラ率いる第327星間兵団が劣勢になる。分離主義勢力を指揮するタクティカル・ドロイドの司令官、TF-1726の指示によってミュニファスント級スター・フリゲートのターボレーザー砲撃により2隻のヴェネター級スター・デストロイヤーを撃墜され、残りはアイラの旗艦である「リバティ」のみとなり、さらに「リバティ」に止めを刺すべくB2-RPバトル・ドロイドがフリゲートから出撃する。その時、ジェダイ・ナイト・アナキン・スカイウォーカーの「レゾリュート」が救援に駆け付け、「リバティ」へLAAT/iガンシップを送り出した。スカイウォーカー、パダワンのアソーカ・タノ、クローン・キャプテンCT-7567（レックス）率いる第501軍団の兵士たちは、バトル・ドロイドの直接攻撃を受けていた「リバティ」に乗り込み、セキュラやコマンダーCC-5052（ブライ）と合流した。艦内に侵入したバトル・ドロイドと戦いながらハンガー・ベイへ向かっていたとき、スカイウォーカーは爆風から仲間を守ろうとして重傷を負った。セキュラ、タノはスカイウォーカーを改造型カンセラー級クルーザーに運び込み、数名のクローンとともに「リバティ」から脱出する。しかし、彼らのフリゲートはヴァルチャー・ドロイドの攻撃で故障し、ハイパードライブが誤作動した。戦場に残されたウルフ・ユラーレン提督は戦闘を中止し、ジェダイのジャンプ位置の特定・捜索を開始した。

##### マリダンへの訪問者
ジェダイ将軍アイラ・セキュラ、アナキン・スカイウォーカー、パダワン・アソーカ・タノ、クローン・コマンダー・ブライ、キャプテン・レックスは故障したリパブリック・フリゲートでマリダンに不時着し、ルアメンの平和主義者テー・ワット・カーが治める村に辿り着いた。カー長老はクローン戦争からの中立を望んでいたが、重傷を負っていたスカイウォーカーの治療を手助けした。それからしばらく後、分離主義者のロク・ダード将軍が新兵器デフォリエーターのテストをするためマリダンを訪れた。デフォリエーターは機械を一切傷つけることなく生命体だけを滅ぼすことのできる大量破壊兵器だった。

##### マリダン防衛戦
ダード将軍がルアメンの村でデフォリエーターをテストしようとしていることを知ったジェダイは、ダードの基地から盗んだ偏向シールド発生装置を使って村を防衛した。遠距離からのデフォリエーター発射を無効化した後、ジェダイとクローンは白兵戦でバトル・ドロイドの大隊を迎え撃つ。戦いの終盤には村のバリケードが破れれるも、テー・ワット・カーの息子、ワグ・トゥーたちも侵略者の撃退に力を貸したことで、彼らはこの戦いで分離主義者の新兵器を破壊することに成功。ダード将軍を逮捕した。

#### オルト―・プルトニアの戦い

##### オルト―・プルトニアでの小戦闘
クローン戦争中、銀河共和国はパントラン議会の依頼を受けて極寒惑星オルトー・プルトニアに軍事施設グリッド・ステーションを設立した。一方、独立星系連合もこの惑星に密かに基地を設置していた。しかし、両勢力の基地はオルトー・プルトニアの原住種族であるタルズによって襲撃され、生存者を1人も残さず壊滅する。

##### グリッド・ステーションの調査
グリッド・ステーションとの連絡が途絶えた後、ジェダイ最高評議会はジェダイ将軍のオビ＝ワン・ケノービとアナキン・スカイウォーカー、クローン・トルーパー部隊をオルトー・プルトニアに派遣し、真相を調査させることに決めた。ケノービとスカイウォーカーはパントランの政治家であるリヨ・チューチー元老院議員、パントラン議会の書記長を務めるチー・チョーらを伴い、極寒惑星に降り立った。惑星の雪原にLAAT/iガンシップを着陸させると、ケノービとスカイウォーカーはグリッド・ステーションの近くでチョー書記長やチューチー議員と顔を合わせ、ともに基地の中へ足を踏み入れた。基地の司令センターの周囲には氷結したクローン・トルーパーたちの死体が散乱しており、チョー書記長は連合軍がこの星へ侵入したに違いないと決めつけた。しかし、床に落ちていたクローンのヘルメットが槍で貫かれていることに気づいたケノービは、書記長の説を否定した。クローン・キャプテンCT-7567（レックス）の報告で、付近に分離主義者の基地があることが明らかになると、ケノービとスカイウォーカーはクローン数名を連れフリーコ・バイクで現地へ赴く。彼らはXTビートル・トランスポート2台を連結させた前哨基地の中へ入り、ここでも共和国基地と同様の襲撃が行われたことを知った。ケノービはB1バトル・ドロイド685が残したホログラム通信記録を発見し、襲撃者の正体がこの星の先住民であることを突き止める。その後、ケノービとスカイウォーカーはタルズの村を訪れてメドチャ・ウォントと出会い、部族を率いるタイ＝セン酋長に対面を求めた。タルズは銀河ベーシック標準語を話せなかったが、スカイウォーカーは2種族が握手している絵を描いて友好を求め、パントランの代表者との話し合いに参加してほしいと伝えた。グリッド・ステーションに戻った後、ケノービとスカイウォーカーはオルトー・プルトニアに先住民がいたことをチョー書記長やチューチー議員に伝えた。チョーはタルズを攻撃して追い払うべきだと主張したが、ジェダイが話し合いの約束をつけてきたため、仕方なく会合場所に同行した。彼らはフリーコ・バイクやBARCスピーダーに乗って分離主義勢力前哨基地の近くへ向かい、タイ＝セン酋長と対面する。タイ＝センはプロトコル・ドロイドC-3POによるタルジ語の通訳を介して共和国やパントランに対する友好の意を表明し、あまり自分たちの土地に長逗留してほしくないと伝えた。するとチョーは穏やかな雰囲気を破って会話に割って入り、オルトー・プルトニアはパントランの保護領であり、タルズが自分たちに出て行けなどと命じる権利はないと言い放ってタイ＝センを激怒させた。ジェダイやチューチー議員の願いもむなしく交渉は決裂し、チョーとタイ＝センは種族間の戦争開始を宣言する。キャプテン・レックスはチョーの指令に従うべきかどうかスカイウォーカーに意見を求め、書記長の身を守るよう指示された。チョー、レックス、クローン兵士たちがフリーコ・バイクやBARCスピーダーに乗って去った後、スカイウォーカー、ケノービ、チューチーは戦いを止める方法について話し合った。ジェダイの助言のもと、チューチーは書記長の決定を覆すため母星パントラに連絡を取り、下院議長にオルトー・プルトニアの現状を報告した。

##### オルトー・プルトニアの戦闘
チョー書記長とレックスの率いるスピーダー部隊は、雪の降る峡谷でナーグラッチにまたがったタルズの戦士と相対した。チョーから攻撃を命じられたレックスは、スカイウォーカー将軍の指令は書記長の護衛だけだと反論したが、タルズの攻撃が激しさを増したため応戦を余儀なくされた。タルズは投げ槍を使ってチョーのグループを攻撃し、数名のクローンを殺害する。レックスがタルズのナーグラッチと衝突してフリーコ・バイクから降りると、チョーと他の兵士たちもレックスのリードに従って乗り物から降り、車両を並べて防衛用の円陣を形成した。しかし、タルズはバリケードの中に向けて次々と槍を投げ込み、チョー書記長を警護していた2名のパントラン・ガードの命を奪う。
タルズは投げ槍の攻撃を継続しつつ、ナーグラッチにまたがった戦士を円陣の中へ突撃させた。レックスはハンド・ブラスターで応戦し、数名の戦士を倒したが、彼ら全員を撃退することはできず、チョーと部下たちに退却を命じた。チョーは未開の部族に背を向けて逃げ出すのを拒んだが、その後すぐ投げ槍に胸を貫かれ、致命傷を負う。レックスはチョーに止めを刺そうとするタルズを倒し、書記長をBARCスピーダーの機体に乗せて戦場から走り去った。その頃、グリッド・ステーションから飛翔したLAAT/iガンシップの中では、ケノービ、スカイウォーカー、チューチーがパントラン議会のメンバーと連絡を取っていた。パントラン議会はタルズに宣戦布告したチョー書記長の行動を越権行為とみなし、彼を解任することに決めた。議会からパントランの全権大使に任命されたチューチー議員は、経験豊かなジェダイたちにタルズとの交渉を頼んだが、ケノービはこの問題を解決できるのは当事者である議員だけだと答えた。
レックスとクローン・トルーパーの生存者たちは峡谷の中をスピーダーで走り抜けたが、途中でタイ＝センの戦士たちに待ち伏せされ、棍棒の攻撃で数名のトルーパーを失った。間もなく共和国の兵士たちは崖の端に達し、氷でできた橋を通過しようとしたが、両勢力が接近したことで橋が崩れ落ち、2名のトルーパーがスピーダーもろとも崖の底に落下してしまった。崖の行き止まりに追い詰められたレックスたちは、スピーダー・バイクから降りて防衛線を張り、ブラスターで数名のタルズ戦士を倒した。
タルズの部族がクローン・トルーパーの生存者に最後の攻撃を仕掛けようとしていたとき、ジェダイのLAAT/iガンシップが戦場に到着し、レックスたちの近くに着陸した。スカイウォーカーやケノービがガンシップから降りてくると、レックスはこの戦いで11名の部下を失ったことを報告した。息も絶え絶えのチョーは、自分が死んでもタルズとの戦いを続けるようチューチーに命じたが、彼女は議会が書記長を解任したことを伝え、タルズと和解するつもりだと答えた。チョーは議会の対応に驚き、ショックを受けながら息を引き取った。その後、チューチーはC-3POを引き連れて両勢力の間に歩みだし、タイ＝センと一対一の対話に臨む。彼女は、民のために死ぬのは尊い犠牲だが、民のために生きるのはそれ以上に尊いことだと語り、槍を地面に突き刺してこれ以上戦う意思がないことを表明した。するとタイ＝センも自らの槍を地面に刺し、彼女の言葉に応えた。チューチーはこの先オルトー・プルトニアを対等な交渉相手として扱うつもりだと告げ、種族間に和平をもたらした。

#### ブルー・シャドー・ウイルス事件
惑星ナブーでグンガンの家畜が謎の変死を遂げる事件が発生し、分離主義者の偵察ドロイドが発見される。パドメとジャージャーがナブーに向かい秘密のラボの存在を突き止めるが、ドクター・ヴィンディに捕まってしまう。ヴィンディはこの秘密ラボでかつて絶滅したはずである猛毒の致死性ウイルス「ブルー・シャドー・ウイルス」を空気中で増殖できるようにし、それをつめた爆弾を銀河中にばらまきウイルスを広めようとしていた。ナブーが危機にさらされていることを聞いたアナキン・スカイウォーカーとオビ＝ワン・ケノービさらにパダワン・アソーカはヴィンディの基地を発見。グンガン族のペッピ・バウとともにヴィンディを逮捕し、ブルー・シャドー・ウイルスの爆弾もすべて処理した。
ナブーの危機を救うと、アナキンたちはシャトルでヌーボ・ヴィンディを連行しようとする。そんな中、制圧した地下のラボで、一体のドロイドが爆弾を所持していることが発覚した。ヴィンディを首都のシードまでつれてゆくと、地下のラボでは爆弾が爆発し、アソーカとパドメ、さらにジャー・ジャーとレックスその他のクローンがウイルスに感染してしまう。これを聞いたアナキンとオビ＝ワンはアイエゴに行き、ウイルスの解毒剤になる「リークサの根」を発見するが、アイエゴには「ドロル」と呼ばれる幽霊の噂が広がっていた。ためしにアナキンとオビ＝ワンは星を出ようと試みるが、分離主義者が仕掛けたレーザーに狙われてしまう。
アイエゴ評議会にそのことを報告すると、オビ＝ワンは廃棄されたバトルドロイドを再プログラミングし所持していたいわゆるドロイドオタクのジェイボ・フッドからヴァルチャー・ドロイドを借り受ける。ジェイボはヴァルチャー・ドロイドをリモコンで操れるようにしていた。これを駆使してレーザーの発電機を破壊すると、二人はナブーに戻り、ウイルスに感染したジェダイ・パダワンと議員、クローン兵を医療基地まで送り届けた。

#### ライロスの戦い

##### ライロス封鎖戦
共和国軍は長らく侵略されていたライロスを開放するため、ライロス進行を開始する。アナキン・スカイウォーカー率いるヴェネター級スターデストロイヤー3隻がライロスの封鎖線を開放するため、ライロス上空でマー・トゥークのライロス封鎖艦隊と交戦する。アソーカ率いるブルー中隊、「アックス」「スラマー」「キックバック」「タッカー」「スウープ」が出撃するが、名将マー・トゥーク率いる軌道封鎖艦隊は共和国軍を罠にかけ、4隻の増援艦隊で共和国軍を包囲、戦闘機の自爆作戦で猛攻を掛ける。これによりアソーカが率いるブルー中隊は壊滅し、ヴェネスター級スターデストロイヤー「レディーマー」が撃沈されるという大損害を受ける。アソーカと「スランマー」と「スゥープ」は辛くも旗艦「レゾリュート」に着艦することができたが、「レゾリュート」は被弾しユラーレン提督は重傷を負っていた。
共和国軍は作戦を練り直し、再び封鎖戦突破を試みる。損傷が激しいヴェネター級「ディフェンダー」号にアナキンとR2だけが乗り、マー・トゥークのルクレハルク級バトル・シップに特攻。キャプテン・トゥークは辛うじて脱出に成功するが旗艦は轟沈、アソーカは「レゾリュート」の艦底を盾に戦闘機を発進、混乱した艦隊を壊滅させた。やがてレックスのシャトルがアナキンを回収し、オビ=ワンとメイス・ウィンドウ率いるアクラメイター級揚陸艦が到着、ライロスの封鎖線は突破されたのだった。

##### ライロス上陸戦
メイス・ウィンドゥとオビ＝ワン・ケノービがライロスに向かうと、オビ＝ワンはガンシップに乗り、地上に上陸しようとする。メイスはアクラメーターI級アサルト・シップで都市ナバットへの上陸を試みるが、プロトン砲の弾幕を浴び1隻が大破。メイスとコマンダーポンズはいったん引き返す。メイスはオビ＝ワン・ケノービに、ナバットの都市を制圧しプロトン砲を無力化でき次第、地上攻撃部隊の着陸ゾーンを確保せよと告げる。オビ＝ワンはゴースト中隊を率いてナバットへ攻め込む。ナバット周辺に着陸する前、いくつかのガンシップがプロトン砲によって撃墜されるがオビ＝ワンたちは無事、ナバットに上陸、街を偵察することになった。偵察中、コマンダー・コーディ―は街の広場で住民のトワイレック達がつかまっているのを発見した。オビ＝ワンはホログラムを通じてウィンドゥに報告を行い、人質の存在が攻略を難しくしているが、不可能ではないと告げる。彼は人質を危険に晒すことなく銃砲を無力化させる作戦を思いついたが、この会話は偵察ドロイドを介してTX-20のもとへ送られていた。ドロイドは会話の主がケノービであることに気付き、陽動作戦の名手として知られる彼についての研究を開始したのだった。一方、ほかの場所を偵察していたクローンのワクサーとボイルは壊れた家の中でトワイレックの少女であるヌーマと出会う。ヌーマと彼らは次第に仲良くなった。またTX-20は、飢えたガットカーに共和国部隊を襲わせるという作戦を考えていた。共和国兵士たちの動きを見ていたTX-20はガットカーを放つよう命じる。そのころコーディからの通信を受けた2人のクローンは自分たちがかなり遅れていることに気付き、必死に言い訳を考えていた。だが、そこに突如としてガットカーが現れ、2人のクローンとヌーマは全速力で家に戻ることを強いられた。そしてヌーマがクローンたちに抜け道を示し、彼らは間一髪で地下道へと入っていったのである。他のクローントルーパーも攻撃を受けるが、オビ＝ワンはフォースを使って猛獣をなだめ、頭上の橋で隔てられた路地へと誘い込む。そしてコーディと部下たちが橋に向けて発砲し、オビ＝ワンが飛び避ける間にガットカーたちを瓦礫の下敷きにしたのだった。クローンたちは猛獣を始末したが、TX-20は彼らが消耗したことを知っていた。すると突然、ワクサーとボイルがヌーマを抱いて、近くの通りのハッチから姿を現した。オビ＝ワンはトゥイレッキ語でヌーマと話し、囚人たちのところへ案内してもらうことになる。コーディとその部下たちが陽動作戦を行い、その間にオビ＝ワン、ワクサー、ボイルがトゥイレックの囚人たちを解放するのだ。そしてオビ＝ワンが囚人たちを解放すると、ヌーマは叔父のニリム・ブリルと再会することができた。またオビ=ワンもプロトン砲を一基奪ったことで、他のプロトン砲を破壊することに成功する。だが、TX-20のキャノンからの砲撃で彼らのキャノンが破壊され、オビ＝ワンは地面に叩きつけられる。そしてヌーマがクローンの友人たちとオビ＝ワンを助けるために駆け寄った。TX-20は勝利を宣言し、彼らをあざ笑いながらオビ＝ワンとヌーマに照準を合わせる。だがそのとき、大勢のトゥイレックたちがタンクに群がり、TX-20をバラバラに引き裂いたのだった。
TX-20が破壊されているとともにナバット上空にアクラメーター級艦が着陸し、メイス・ウィンドゥがオビ＝ワンの勝利をねぎらった。だが彼らの次の任務、すなわち首都レスーの奪回とライロスの解放はさらに難解なものだった。ワクサーとボイルはヌーマに別れを告げる。ヌーマが再び彼らを「ネラ」と呼ぶと、オビ＝ワンが翻訳し、「ネラ」は「兄弟」の意味だと告げた。そして彼らはこの惑星の解放に向け、太陽に方へと去っていったのである。

##### レッスーへの侵攻
ライロスに無事、共和国軍部隊を展開することに成功したメイス・ウィンドゥは部下を引き連れて、AT-TEウォーカーで断崖の道を前進していた。敵の砲撃により複数の犠牲者やAT-TEが失われる。しかし、メイスの部隊は崖近くに潜んでいた分離主義勢力の戦車部隊をライトニング中隊の助けもあって撃退しレッスーには確実に進んでいた。だがそのとき、メイスの近くに偵察ドロイドがおりメイスとコマンダー・ポンズを監視しており、共和国部隊が予想より早く首都レッスーに到達する見込みであること、そして彼らが首都奪回のために援軍を必要としていることに気付いたのだった。レッスーの司令センターで状況を見極めていたワット・タンバーは、戦術ドロイドTA-175と協議し、不利な状況ではあったが退却を拒否した。タンバーは、ウィンドゥに都市を奪回する兵力はないと考えていたのだ。彼はドロイドの全軍を都市へ配置するよう命じ、橋の防衛体制を固めた。一方、ウィンドゥ率いるAT-TE部隊とホログラムを通じて会議を行っていたアナキン・スカイウォーカーは、メイス、パルパティーン最高議長、ヨーダ、ユラーレン提督、オーン・フリー・ター議員に、彼の戦闘機部隊がライロス周辺の宙域を制圧したことを報告する。ウィンドゥも、オビ＝ワン・ケノービがジクジュアン砂漠を奪回したことを確認しており、これでライロスの南半球を制圧したことになると付け加えた。残された任務はレッスー奪回だけとなったのだ。しかし共和国部隊は疲弊しており、メイスはチャム・シンデューラ率いる「トワイレックの自由の戦士たち」の助力を求めることを決断する。だがパルパティーンはシンデューラが過激派だったことを指摘し、彼の行動は予想できないと主張した。ター議員も彼とは戦争前からのライバルであり、今でもその関係は変わっていなかった。彼はシンデューラが権力を求めていると主張する。ウィンドゥは政治的判断はターに委ねたが、人々を助けるためにしなければならないことはするつもりでいた。パルパティーンは代わりとなる援軍の派遣を要求するが、ユラーレン提督は避ける兵力がないという。ウィンドゥはシンデューラの助けなしで勝利はないと主張したのだった。

##### チャム・シンデューラの協力
会議の後、彼らは自由の戦士たちと合流するが、チャム・シンデューラはいまだ共和国への支援に強い抵抗を持っていた。しかしチャムは共和国に不信感を抱いてはいたが、トゥイレックの伝統に従って可能な限りの食料と飲料を提供し、客人たちをもてなした。そのころ分離主義勢力の爆撃機が発進し、タンバーは射程範囲内のすべての村、特に居住者のいる村を次々と標的としていった。ポンズは兵を率いて村へ向かい、そこで暮らすトゥイレックたちに食糧を分け与えようとしていたが、村は突如として激しい爆撃に晒される。一方、チャムはメイスに、ター議員を信用していないと告げていた。彼曰く、戦争後も安全を保証するためにクローン・トルーパー部隊が惑星に駐留するのなら、それは別の武装勢力による占領であり、ライロスの解放にはならないというのだ。シンデューラは、共和国やジェダイと戦うことになるのではないかと尋ねる。だが、ポンズから村が壊滅したという報告を受けると、彼はターと直接話すことを決断したのだった。チャムとターがホログラム会談に臨み、口論を開始するが、2人の話し合いをメイスが聞いている際に、アナキンが戦闘機でハイエナ級ボマーを攻撃しているが、敵の数が多すぎると報告してきた。ウィンドゥはすべてを破壊し、その後首都で落ち合おうと指示する。アナキンはパダワン・アソーカ・タノの支援を受けて攻撃を続けたのだった。やがてメイスの仲裁を得て、チャムとターは合意に達した。

##### レッスーの戦い
レッスーではバトル・ドロイドが住人たちを都市の外壁まで移動させ、ウィンドゥの進軍を食い止めようとしていた。それを知ったウィンドゥとシンデューラは、都市へ向かう道を2台のMTTが進んでいることに気付いた。チャムはスパイからMTTの中に財宝が積まれているという報告を受けており、スキャンを何とかして切り抜ける必要があるが、これを使ってプラズマ・ブリッジを渡ろうとしたのだった。メイス、レイザー、スタックはSTAPに乗ったバトル・ドロイドを倒して後ろのMTTに搭乗し、その間にチャムが攻撃の手筈を整える。メイスはポンズに陽動作戦を命じ、ライトニング中隊を出動させた。そしてプラズマ・ブリッジが起動し、MTTが通過を開始する。そのころタンバーは最後の財宝と共に脱出しようとしていた。だがバトル・ドロイドが車両内をスキャンし、2台目の車両内で異常を検出する。ドロイドが車両のドアを開けると、メイスとクローン・トルーパーが飛び出し、2体のドロイドを破壊した。共和国部隊も発砲を開始する。プラズマ・ブリッジが解除され、メイスはフォースでレイザーとスタックを向こう岸まで押しやった。そして彼がSTAPを奪って反対側へ渡ると、バトル・ドロイドが3人を攻撃してきたが、ウィンドゥはトルーパーに橋を起動するよう命じ、ドロイドを食い止めていた。チャムも攻撃を開始する。メイスは1人でドロイド部隊とタンクを壊滅させ、レイザーとスタックがチャムとポンズの部隊の通過に間に合うように橋を起動させた。レッスー市民は自由の戦士たちの到着に湧き、メイスはタンバーを探す間、ドロイドの対処をチャムに任せたのだった。自由の戦士たちとライトニング中隊はAATとドロイドを即座に壊滅させたのである。制御室でレイザーとスタックが数体のバトル・ドロイドに奇襲され、2体のコマンドー・ドロイドもそれに加わったが、撃退することができた。一方、TA-175はタンバーを待たずにシャトルを離陸させ、タンバーはそれを茫然と見送ることになる。TA-175はドゥークー伯爵に、タンバーが適時の撤退を拒否したと報告したのだった。予期せぬ躓きはあったが、ドゥークーは即座に都市を爆撃し、壊滅させるよう命じる。メイスはタンバーを護衛するB2スーパー・バトル・ドロイドを倒し、彼を発着場で追い詰めた。タンバーはジェダイを説得しようとするが、ウィンドゥは拒否し、優位に立つ。するとタンバーは、爆撃機が向かっているため降伏は不要だとし、自分たちは分離主義同盟の栄光と共に消滅するのだと主張した。だが爆撃機が接近すると、アナキンとアソーカが攻撃を行い、それらを全滅させる。そして自由の戦士たちとクローン・トルーパーも到着し、タンバーを包囲したのだった。タンバーがチャムに降伏条件を尋ねると、チャムは無条件降伏だと告げ、彼はしぶしぶと従った。シンデューラはウィンドゥに故郷解放への謝意を述べる。その後、シンデューラとオーン・フリー・ター議員がパレードの人々に手を振り、自由の戦士たち、クローン・トルーパー、ウィンドゥも喜びと共にそれを見守った。ライロスは解放されたのである。

#### 第１次フェルーシアの戦い
アウター・リムの惑星フェルーシアで共和国と分離主義勢力の戦いが発生した。共和国軍は敵のバトル・ドロイド軍団に対してAT-TEやクローン・ターボ・タンクを使用し戦うも、ジェダイ将軍オビ＝ワン・ケノービとアナキン・スカイウォーカー、パダワン・アソーカ・タノ率いる共和国軍はこの戦いで劣勢を強いられる。そこでジェダイ・マスター・プロ・クーンの第104大隊が救援に派遣された。救援部隊はフェルーシアの軌道で分離主義勢力の封鎖を破り、地表にLAAT/iガンシップを降ろして兵士を回収した。当初タノは戦場から撤退することを拒否して戦い続けたが、最終的にはケノービとスカイウォーカーに説得され、しぶしぶガンシップに乗り込んだ。この戦いによる共和国軍のフェルーシア撤退は同宙域における戦況に影響を及ぼすこととなる。

#### シス卿からの依頼

##### ジェダイ・テンプル潜入
デュロスの賞金稼ぎキャド・ベインはシスの暗黒卿ダース・シディアスの依頼を引き受け、ジェダイ・テンプルへの潜入任務を遂行した。彼はクローダイトのケイトー・パラシッティやトド360と組んでテンプルに忍び込むことに成功した。結果的にパラシッティが捕まり、トド360が爆発し破壊される被害が出るもキャド・ベインは無事ジェダイ・アーカイブからホロクロンを盗み出した。

##### デヴァロンの戦い
惑星デヴァロンとその軌道上で戦いが発生した。シスの暗黒卿ダース・シディアスに雇われた賞金稼ぎのキャド・ベインがホロクロンを奪ったまま、分離主義勢力のミュニファスント級スター・フリゲート艦隊を率いてデヴァロニアンの母星デヴァロンを訪れ、共和国軍前哨基地を襲撃した。彼はこの星でジェダイ・マスターのボーラ・ロポルを捕まえ、次世代のジェダイ候補となる銀河系各地に住むフォースに敏感な子どもたちの情報を記録したカイバー・メモリー・クリスタルを奪い取る。
地上の戦いが終わった後、ベインはロポルをスター・フリゲートに乗せてデヴァロンから飛び立つが、ベインの艦隊はハイパースペースへジャンプする前にジェダイ将軍アナキン・スカイウォーカーとウルフ・ユラーレン提督のヴェネター級スター・デストロイヤー「レゾリュート」に行く手を阻まれてしまう。この時「レゾリュート」艦内には地上戦闘のみ想定していた為、敵船への乗船装備がなかった。しかしアナキンは艦内にあったAT-TEウォーカーで敵のフリゲートに直接降下する作戦を思いついた。スカイウォーカーとパダワン・アソーカ・タノ、第501軍団のクローン・トルーパーはフリゲートの艦上でAT-TE部隊を駆使しバトル・ドロイドを倒し、ベインを捕まえるため艦内に侵入した。ベインはメモリー・クリスタルを開錠するためロポルを拷問したが、途中で彼を死なせてしまった。しかし、彼は都合よく船にやってきたジェダイの師弟を利用することに決め、罠の準備を整えた。ベインはバトル・ドロイド部隊を率いて船のハンガーで共和国軍を迎え撃ち、重力装置を操作してクローン・トルーパーを足止めする。その後、ベインはタノをエアロックに閉じこめて人質にとり、スカイウォーカーにメモリー・クリスタルを開錠させた。その後、ジェダイとトルーパーは奪ったシーシピード級シャトルで爆発直前のフリゲートから脱出した。彼らはベインがフリゲートで死んだと思い込んでいたが、賞金稼ぎはトルーパー・デナルの装甲服を奪ってシャトルに紛れ込んでいた。アナキン・スカイウォーカーとアソーカ・タノが、惑星デヴァロンの軌道上で待機する＜リゾリュート＞に帰還した後。キャド・ベインに奪われたホロクロンの奪回任務は失敗に終わったが、ベインは死んだものと思われていた。アソーカはベインを殺したと思われるクローン・トルーパーに何度も質問をするが、彼からは一切返事がない。一方、アナキンはシャトル内に残っていたデュロスの緑色の血を調べ、危機を察知した。彼はアソーカに警告を叫ぶが、既に遅かった。クローン・トルーパーに変装していたキャド・ベインがアソーカの胸を蹴り倒し、もう1機の船へと逃走したのである。アナキンは船に飛びついて彼の逃走を阻止しようとするが、ベインは船を急発進させ、彼を振り落とした。アナキンはあわててユラーレン提督を呼び出し、ハイパースペース・リングを停止させるよう指示を出す。だが指示は間に合わず、キャド・ベインは脱出に成功したのだった。

##### 賞金稼ぎによる誘拐
キャド・ベインはダース・シディアスから、フォース感知力を持つ子供たちを誘拐し、ムスタファーへ連れて行くよう指示を受ける。その後彼はノートランの母星グリー・アンセルムを訪れた。彼はこの星でフォース感応能力を持つノートランの幼児ジン・トアを誘拐する。その後、ベインは次の標的であるウィー・ダンを連れ去るためローディアへ向かった。惑星ローディアを訪れたベインだったが、ベインがローディアにやって来る直前、ジェダイのアナキン・スカイウォーカー、オビ＝ワン・ケノービ、メイス・ウィンドゥ、ヨーダは、フォースの瞑想によって未来を予知し、ローディアに住むウィー・ダンに危険が迫っていることを突き止めて。予見に従い、ケノービは赤ん坊を救うためローディアへ急行した。キャド・ベインはジェダイ・ナイトに変装してケイ＝タップ・スクエアを訪れ、ウィーの母親マーティー・ダンと対面した。ウィーがジェダイ・オーダーのメンバーになるのはまだ先の予定だったが、ベインはマーティーを催眠状態に陥らせ、息子を連れ去った。ケノービが到着したとき、賞金稼ぎは既にローディアを立ち去る準備を終えていた。ベインはローグ級スターファイター＜ザナドゥ・ブラッド＞でローディアを発ち、赤ん坊をムスタファーの秘密施設へ連れて行った。ローディアからキャド・ベインを取り逃がしたジェダイはまたも瞑想によってベインの次の標的を予知し、スカイウォーカーがナブーへ向かう。彼らは首都シードでキャプテン・グレガー・タイフォやルンカーらと合流し、グンガンの都市ジャン＝グワへ向かった。
ベインは＜ザナドゥ・ブラッド＞でジャン＝グワを訪れ、グンガンの赤ん坊ルー＝ルー・ペイジを誘拐するため街に忍び込んだ。しかし彼はジェダイの罠に嵌り、アソーカ・タノに待ち伏せされた。ベインはロケット・ブーツで逃げ出そうとしたが、待機していたスカイウォーカーに捕まり、共和国の囚人となる。その後、ベインはヴェネター級スター・デストロイヤー＜レゾリュート＞で尋問を受け、カイバー・メモリー・クリスタルやジェダイ・ホロクロンの居場所を尋ねられた。

##### フォースの子供たち
ジェダイはキャド・ベインをとらえた後、彼が盗んだジェダイ・ホロクロンや、銀河系各地で誘拐されたフォース感応者の赤ん坊を取り戻すための任務を開始した。ベインがジェダイのマインド・トリックに屈してアジトの場所を明かすと、ジェダイ・マスターのメイス・ウィンドゥとオビ＝ワン・ケノービがベインを連れて指定された座標へ赴いた。ベインの供述通り、彼の拠点であるブラック・ストール・ステーションにはジェダイ・ホロクロンとカイバー・メモリー・クリスタルが保管されていたが、同時に侵入者を撃退するためのトラップも張り巡らされていた。一方アナキンとアソーカは誘拐された子供たちを救うため、ムスタファーの施設へ向かった。メイスたちは誤ってステーションのセキュリティ・システムを作動させたしまい、ベインを逃がしてしまうも、ケノービがなんとかホロクロンを回収することに成功する。ブラック・ストール・ステーションが自爆する直前、彼らは間一髪で脱出した。ジェダイにとって幸運なことに、ホロクロンやメモリー・クリスタルの中身の情報がコピーされた形跡は無かった。またムスタファーの秘密施設から子供たちを救い出したアナキン達だが救出と同時に施設がムスタファーの溶岩の中に沈み始める。間一髪、2人は施設から逃げ出し子供たちをもといた場所へ戻し、家族と再会させた。しかし、ジェダイ達はこの1連の事件の黒幕がシスの暗黒卿ダース・シディアスであるという事実にはたどり着けなかった。

#### フェルーシアの任務
フェルーシア医療ステーションが独立星系連合に攻撃される。医療ステーションからの通信が途絶えたためアナキン、オビ＝ワン、アソーカがフェルーシアへ向かうが彼らが来た時には既に医療ステーションは破壊されており敵スターファイターの攻撃で彼らの乗るシャトルがフェルーシアに不時着する。そこでフェルーシアのスパイス農園の村にたどり着いた。ジェダイは民家の中の捜索を開始したが、突然、３人のジェダイは4人の重武装の賞金稼ぎに取り囲まれてしまう。スーギ率いる賞金稼ぎたちは数に物を言わせ、ジェダイに降伏を命じたのだった。武器を構える他の賞金稼ぎたちは、エンボ、ルーミ・パラミータ、セリパスだった。その後、村の長老ケイシスが賞金稼ぎたちを説得し、ジェダイを交えて村の窮状と彼らが助けを求めていることについて話し始めたのである。ケイシスはスパイスを狙う海賊に対応するため用心棒としてこの賞金稼ぎたちを雇っているのだと説明した。ケイシスはジェダイが現れたいま、賞金稼ぎも守りだけでなく、海賊たちと積極的に戦うことができるようになったと考えていた。だがオビ＝ワンは、農民たちを助けたいが、自分たちの最優先任務は船を見つけ、医療ステーションの破壊についてコルサントに報告することだと告げる。その夜、海賊が村に来たが、スカイウォーカーとケノービは海賊の首領が旧知のホンドー・オナカーであることを知って驚く。ホンドーはジェダイに友好的に接したのだった。そして彼は賞金稼ぎの買収を試みるが、彼らは取り引きの放棄はできないしてそれを拒否する。一方、オビ＝ワンはホンドーに、自分たちを共和国基地まで届けてくれれば報酬を払うと提案するが、共和国クレジットに興味のないホンドーはそれを断った。ホンドーは農夫たちに、作物が腐る前に早く渡すべきだと通告し、その場を引き上げたのだった。オビ＝ワンは戦うべきだと提案するが、農夫の1人ディラーニは多勢に無勢だと主張する。するとスカイウォーカーが、村人たちも戦いに参加すべきだと告げた。その後、全員が準備に着手し、防衛フェンスの設置、収穫、戦闘訓練が開始された。だがディラーニは、農夫は戦士ではなく、武器も持っていないとして不満を抱いていた。そこでスカイウォーカーは農具を武器にすることを教え、彼らにその使い方を教えたのである。アソーカも農夫たちにパチンコで海賊を撃退する方法を伝授した。このとき、賞金稼ぎセリパスが巨大な菌類を切断したところ、倒れてきた菌の下敷きとなって危うく圧死する羽目になったが、間一髪でアソーカに助けられる。セリパスは実は自分が小柄な体であるため、相手を威嚇するためにメカニカル・スーツを着ていたのだと暴露した。アソーカは彼を元気づけたのだった。その後、ジェダイと賞金稼ぎたちは、海賊のスパイが訓練中の農夫たちを偵察していることに気がついた。スーギがスパイを指差し、エンボが対処に向かう。彼は海賊のスピーダーを撃って爆破し、スパイを殺したのだった。
偵察員が戻ってこないことに気付いたホンドーは総攻撃を決断した。賞金稼ぎとジェダイが農村で攻撃を食い止めにかかる。するとホンドーはタンクを持ち出し、ルーミを殺害すると、エンボにも重傷を負わせたのだった。スカイウォーカーがホンドーに襲い掛かり、彼を倒して崖へと追い詰める。海賊の首領は命乞いをし、スカイウォーカーに助けられた。彼はこれ以上は割に合わないと叫び、宇宙船で惑星から逃走する。その後、スーギはジェダイを自分の船に乗せ、共和国基地まで送り届けたのだった。

##### マラステアの戦い
共和国軍は豊富な燃料資源を埋蔵する惑星マラステアから防衛の要請を受けた。分離主義勢力がこの惑星の燃料を求め侵攻したのだ。しかし共和国軍の奮戦むなしく物量で圧倒する独立星系連合軍は首都のすぐ近くまで迫り、アナキン、メイス、パルパティーン最高議長は首都から敵の大群を見ていた。そんな中、シオンヴァー・ボル博士が電磁パルスにより機器を破壊する新型の兵器「電子プロトン爆弾」の使用を提案する。博士はこの兵器を分離主義勢力のバトル・ドロイドのみせん滅し共和国軍の生きた兵士には影響のない武器だと説明するがメイスは予期せぬ事態が起こりうる危険性を危惧していた。
やがてついに、共和国は電子プロトン爆弾を分離主義勢力の大軍の上に投下する命令を下す。そしてパイロットが爆弾を投下すると、大爆発と共に分離主義軍は壊滅した。さらに次の瞬間に発生したEMPによって、パルパティーンとの通信が切断され、クローン・タンクとスカイウォーカーの義手がショートを起こす。だが、クローン部隊とダグの兵士たちは無傷だった。
しかし兵士たちが勝利を祝っていると、大地が揺れ始め、大規模な地割れと共に彼らの足元が陥没していった。クローンとダグたちはレックスと共に逃げ、間一髪で断層への転落を避けることができた。だが、クローンたちの一部が縦穴に落下し、スカイウォーカーは行方不明となった兵士たちを探すため、捜索隊を送り込む。そして捜索隊との連絡も途絶えると、メイス・ウィンドゥとコマンダー・ポンズが調査に乗り出した
ウィンドゥは縦穴の底でクローンの手形とヘルメットを発見していた。彼と同行したクローンたちも捜索チームと落下した兵士たちの一部を発見するが、錯乱した生存者の1人は亀裂の中に何かが潜んでいると呟いた。ウィンドゥ、ポンズ、ホークアイ、トラッパーらは周囲の捜索を開始する。そしてウィンドゥとクローン・トルーパーらが亀裂の中を歩いていると、突如地面が揺れだし、巨大な怪物の頭が彼らを睨みつけて咆哮を上げた。クローンたちは反射的にブラスターを発砲するが全く効果がない。怪物は彼らを振り落とし、追い始めた。やがてスカイウォーカーがジェダイ・スターファイターで姿を現し、彼が怪物の周辺を飛び回って注意を惹きつけている間に、ウィンドゥとクローンはガンシップで縦穴から脱出することができたのである。
当然現れた巨大生物にスカイウォーカーも驚愕した。彼は怪物を回避するが、戦闘機に一撃を食らい、墜落してしまう。脱出した彼はライトセイバーで怪物に斬りかかるが、装甲のようなウロコは傷一つ受けず、怪物は事実上無敵だった。だがスカイウォーカーは怪物の体を頭の上まで駆け上り、装甲の隙間が弱点であることを突き止める。その後彼は怪物の頭部から飛び上がり、R2-D2にしがみついて穴を脱出したのだった。
2人のジェダイは攻撃を続ければ罪のない生命体を絶滅させることになると訴えるが、ウラスは共和国が自分たちに協力しなければ協定には応じないと脅しをかけてきた。状況報告を受けたパルパティーンはジロ・ビーストの抹殺を指示するが、シオンヴァー・ボル博士とスカイウォーカーはその無敵のウロコを装甲服として軍事利用するために生かしておくべきだと考えていた。スカイウォーカーはスタン・タンクで装甲の隙間を攻撃し、怪物を麻痺させようと提案する。完全に麻痺させることができれば、死んだように見えるため、ダグたちを信用させて協定に調印させることができるというのだ。

##### ジロ・ビーストの捕獲
スタン・タンクが縦穴へ向けて出撃すると、ウラスは共和国の協力を喜んで受け入れた。だが彼らの独自の作戦はすでに始まっていたのである。ウラスはダグたちに燃料を穴へ注ぐよう命じていた。彼の説明によると、この燃料はジロ・ビーストにとって猛毒であり、殺傷力があるのだという。だが、メイス・ウィンドゥは怪物を怒らせるだけだと警告し、中止しなければウラスを斬ると脅す。それに対して、ウラスは自分たちも罪のない生命体だと訴え、ウィンドゥの脅しを無視したのだった。すると怒り狂ったジロ・ビーストが穴をよじ登って地表に姿を現した。スタン・タンクが砲撃を開始するが、全く効果がない。ビーストが数台のタンクを掴み、破壊すると、スカイウォーカーは後退と回避を命令した。やがて暴れまわるビーストによって甚大な被害が生じた後、集中砲火がようやく効果を現してきた。ジロ・ビーストは弱り始め、やがて昏睡し、まるで死んだかのように見えたのである。
ウラスは協定に調印し、マラステアは共和国に加わった。パルパティーンはジロ・ビーストを研究のためコルサントへ運ぶよう命じる。だが、この命令はウィンドゥに大きな不安を抱かせたのだった。

#### アンバラの戦い
ローディアの戦い後、パドメの計らいにより共和国元老院への復帰を果たしたオナコンダ・ファーであったが、彼の補佐官であるロロ・パース代議員は故郷ローディアに戦いをもたらしたオナコンダの行動に恨みを抱き、彼を毒殺してしまう。ロロ・パースはオナコンダだけでなく、自身の犯行の発覚に繋がる情報を得ていた惑星アンバラ代表のミー・ディーチ議員も殺害していた。そして代表議員の死を受けたアンバラ政府は共和国からの脱退と独立星系連合への加盟を採択し、共和国軍に対してアンバラン独自のテクノロジーによる兵器を駆使して戦うアンバラン民兵を挙兵する。
これを受けた共和国はアナキン・スカイウォーカー率いる第501大隊を惑星アンバラに派遣するが、スカイウォーカーが急遽コルサントに呼び戻され、代理としてベサリスクのポング・クレル将軍が派遣された。クレルの作戦はクローン・トルーパー達に多大な負担や犠牲を強いる無謀なもので、あまりの犠牲の多さにキャプテン・レックスらは異を唱えたが、ドグマのようにクレルを信じるクローン・トルーパーも現れ、彼らの間にも不和が生じていた。
その中でクローン・トルーパー「ファイブス」と「ハードケース」、「ジェシー」がアンバラ空軍基地を独断で攻撃。クレルは彼らの即時処刑を決めたが、その矢先にオビ=ワン・ケノービ将軍とコマンダー・コーディ率いる第212突撃大隊が到着。クレルは501軍団には212軍団が、212軍団には501軍団がアンバランの変装だと連絡し、2つの大隊に同士討ちをさせた。しかし、あわや両大隊が壊滅する寸前で事の真相に気付いたレックスが事態を収拾し、クレルの逮捕を決定した。クレルはダブルブレード・ライトセーバーと強力なフォースを用いて抵抗したが巨大生物ヴィクサスを利用した罠によって最終的に捕まり、銃殺刑が決定される。そしてその刑が執行される直前、クレルを信じていたトルーパー、ドグマに射殺された。
その後ケノービの部隊が首都を制圧し、アンバラの戦いは終わりを告げた。

#### ダース・モールの復讐
ドゥークーの元から逃走したサヴァージ・オプレスはダソミアのマザー・タルジンから受け取ったペンダントを使い、ダース・モールを捜索する。彼の力はますます増大し、ドゥークーはもちろん、アナキン・スカイウォーカーもそれを感じ取っていた。
オプレスは、ある惑星の貨物ブースに並べられたコンテナに付着していた埃から、モールの手がかりを発見する。彼はこれを運んできた貨物船の船長を問い詰め、これらはロソ・マイナーから運んできたものだと突き止める。オプレスはこの哀れな船長を脅迫し、自分をロソ・マイナーに連れて行かせたのだった。
やがて船が到着するとオプレスは広大な廃品の荒野の中でモールの居場所を正確に感知する。彼は船長を冷酷に船外に放り出すと、兄の捜索を開始した。モールを探すためにマザー・タルジンから受け取っていたアミュレットはすぐに輝きを失ったが、このおぞましい惑星に住み着いたモーレイという名の奇妙な生物が案内を申し出てきた。巨大なファイヤー＝ブレザー、獰猛なジャンカーの一団、激しい酸性雨など、恐ろしい惑星特有の災いに遭遇しながらも、彼らはみすぼらしい小屋にたどり着き、モールが近いことを示すようにアミュレットの輝きも復活する。だが、小屋の中にはジャンカーの死体しかなく、次の瞬間、モーレイがオプレスを裏切った。彼はこのザブラクを廃品の荒野の地下に通じる落とし穴に突き落とし、そこで「主人」に食い殺されろと言い放ったのである。 
地下トンネルへと降りたサヴァージ・オプレスは、クモに似た不気味な生物による襲撃を受けた。だがその正体こそ、下半身をサイボーグに置き換え、完全に正気を失ったかつての偉大なるシス卿、ダース・モールだったのだ。するとそこへ、「食べ残し」を求めてモーレイが再び姿を現した。オプレスが怒りに任せてモーレイの首を握りしめると、このアナコンダンはモールを自分のために利用していたことは認めたが、彼をサイボーグに改造したのは自分ではないと釈明する。だが、オプレスはまたしても冷酷に彼を絞殺し、その亡骸を炎の中に投げ捨てたのだった。そしてオプレスが話しかけると、モールは弟にこのような痛ましい姿に弱体化させられたことへの狂気の言葉を返し、ジェダイ、特に自分をこのような目に遭わせた者への復讐を果たしたいと告げる。彼は完全に狂気に陥っていたが、自分の脚を切り落としたジェダイ・オビ＝ワン・ケノービへの復讐の念だけは忘れていなかったのだ。モールの憎しみに呼応するように、オプレスの探求と、その存在がもたらす脅威は、既に銀河中の強力なフォース使いたちの知るところとなっていた。ジェダイ聖堂では、ヨーダがオビ＝ワン・ケノービにかつての敵が死の世界から復活したこと、そして再び彼を狙っていることを告げたのである。 
再会したダース・モールとサヴァージ・オプレスがダソミアへと帰還し、そこでマザー・タルジンはドゥークーによって廃墟と化した城砦へと彼らを導いた。彼女はモールのクモ型生体装置を取り去ると、魔術を使って新しい機械の下半身を作り上げ、同時にモールの精神を修復したのである。万全な状態に戻ったモールは自分をこのような無様な姿にした仇敵、オビ＝ワン・ケノービへの復讐を決意したのだった。 
ケノービをおびき寄せるため、モールとオプレスは惑星レイドニアの村へ向かい、子供たちを含む無辜の人々を殺戮した。ジェダイをおびき出すには、何の罪もない者を情け容赦なく殺すのが最も効果的であると判断したのだ。そして、彼らはオビ＝ワン・ケノービを挑発して誘い出すためのホログラム・メッセージをジェダイ聖堂へ送り付けたのである。メイス・ウィンドゥはジェダイの機動部隊の派遣を提案するが、オビ＝ワンは自分の過ちを正すため1人で行かなければならないと告げる。それでもウィンドゥがこの計画に対する不安を打ち明けると、ヨーダは漠然と、オビ＝ワンは1人でこの苦行に立ち向かうのではないと呟いたのだった。ヨーダの言うとおり、銀河の辺境にあるタトゥイーンで、ある1人の賞金稼ぎがサヴァージ・オプレスの首に掛けられた賞金のことを知り、彼を追っていたのである。 
オビ＝ワンはレイドニアの村へ向かい、即座にモールとオプレスによって打ちのめされた。彼らはオビ＝ワンに死の拷問を加えるため、彼をハイジャックしたタートル・タンカーに運び込む。しかし離陸の直前に、アサージ・ヴェントレスが惑星に着陸しており、彼らの船を発見すると、それに忍び込んだのだった。2人のザブラクの兄弟の前に姿を現したヴェントレスは彼らを嘲り、2人は気を失ったオビ＝ワンを放置して彼女を探しに向かう。オビ＝ワンのもとへ戻ったヴェントレスは彼を起こし、モールとオプレスが戻ってきたときに自衛のためにと、自分のライトセイバーを1本手渡した。2人は兄弟と戦うために手を組むが、すぐに圧倒的な力の差に気付かされることになる。戦いのさなか、モールはオビ＝ワンに対し、クワイ＝ガン・ジンをオビ＝ワンが救えなかった事を引き合いに出して挑発する。これを聞いたジェダイ・マスターは、怒りに我を忘れ、モールに斬りかかったのだった。やがて、彼らはモールとオプレスを船内に残して、辛うじて船のコクピットから脱出ポッドで逃走した。しかし、この失敗にもモールは動じていなかった。モールはジェダイが再び自分を狙ってくる事を確信していたが、彼は復讐を成し遂げる決意を固めていたのである。

#### マンダロア内戦
惑星マンダロアを中心とする戦士部族マンダロリアンでは中立と平和主義を提唱する「ニュー・マンダロリアン」が主流派の地位を得ていたが、彼らにはアウター・リムでの暴力的な歴史を食い止めることは不可能であった。戦争勃発から2年後、シス卿であるダース・モールは自身の強大な戦闘能力を背景にしてシャドウ・コレクティブと称する新たな犯罪組織を結成。ニュー・マンダロリアンによる支配を廃し、マンダロアを征服した。しかし、その直後にシャドウ・コレクティブ内で内紛が起きる。シャドウ・コレクティブに参加し、マンダロリアンにおける新たな主流派の地位を確保した「デス・ウォッチ」の頭目プレ・ヴィズラが新しいマンダロリアンの支配者「マンダロア」の座を賭けた決闘をモールに申し込み、ヴィズラを打ち破って斬首したモールはデス・ウォッチを「マンダロリアン・スーパー・コマンドー」として再編する事を宣言したのである。しかし、ヴィズラの副官ボ＝カターン・クライズはモールの支配に異を唱え、彼女に賛同したデス・ウォッチ内の一部勢力が反乱を起こし、「ナイト・アウル」として分裂。モールの支配への抵抗として、クライズはモールに捕らわれていたジェダイ・マスター、オビ＝ワン・ケノービを救出する。そしてケノービがマンダロアを脱出する前に、クライズは共和国の侵攻こそがモールの支配を打ち破ると信じて銀河共和国にマンダロアの現況を伝えるようケノービに要請する。
一方、モールは彼の以前のシス・マスターであるダース・シディアスからの急襲を受け捕縛されていた。しかし、モールはスーパー・コマンドーの協力の元、シディアスの拘束から脱走することに成功する。一方でマンダロリアンのレジスタンスは共和国に現首相のアルメックがシャドウ・コレクティブの傀儡となったことを伝える。ケノービやメイス・ウィンドゥといったジェダイの将軍はマンダロアが独立星系連合の手に落ちることを避けるという点で合意に達し、ケノービとウィンドゥはモールとシャドウ・コレクティブに対して攻撃を開始する。しかし、モールを捕獲することはできず、その存在は依然として大きいものであった。
その後もマンダロア内では民族内での紛争が続いていたが、戦争終結の数日前、ダース・モールがある目的のためにマンダロアの首都を占領したことにより共和国軍による「マンダロア包囲戦」が決行され、共和国は100年以上続いた和平条約を破棄して首都へ侵攻することになる。

#### アウター・リム包囲作戦
戦争が3年目に突入した頃、共和国軍は銀河中心部の大部分から独立星系連合を排除する事に成功し、戦局は確実に共和国有利に傾いていった。
グリーヴァス将軍は独立星系連合の戦力を銀河の外縁部分、ミッド・リムやアウター・リムなどに集中させた。一方勢いに乗った共和国軍はこれらの宙域にあった分離主義勢力の基地へと次々と攻撃を仕掛けていった。クローン大戦最後の戦役がはじまったのである。アウター・リム包囲作戦はこうして終戦まで絶え間なく行われた共和国軍による一連の攻撃を指す。
結果的に見るとアウター・リム包囲作戦は成功し、分離主義勢力を分断・孤立化して、その戦力を減少・崩壊させる事が出来た。だが独立星系連合はこの攻撃に共和国軍が戦力を回し過ぎたために銀河中心部分の守りが手薄になった隙をうかがい、グリーヴァス率いる艦隊がコルサントを襲撃した。

#### ボミス・クーリ4の戦い
惑星ボミス・クーリ4は企業同盟を牛耳るクーリヴァーの植民惑星であり、銀河の中縁部ミッド・リムにおける独立星系連合の主要拠点の一つだった。
この惑星の指揮官に任命された企業同盟幹部のオロー・ダシーン将軍は、ジェダイが大挙してこの惑星へ押し寄せるだろうと想定して光線シールドで守られた要塞に多数の砲塔とドロイドを配置し、自信満々に「ジェダイたちの攻撃」を待ち構えていた。しかし要塞に乗り込んで来たのはアナキンとオビ=ワンのたった2人のジェダイだけであり、この2人の破壊工作によって要塞の光線シールドが消滅すると共和国軍は上空から徹底的な猛爆撃を加えた。こうしてダシーン将軍とボミス・クーリ4のドロイド軍は粉砕されたのである。

#### キャッシークの戦い
主要な中継地点であり、戦略上極めて重要な密林惑星キャッシーク。ジオノーシスでの開戦から18ヵ月後、キャッシークは独立星系連合から加入の要請を請けていたが、キャッシーク王グラークチョワーは自国を戦場にしたくないという想いから明確な返答を避けていた。
この状況に苛立ったグリーヴァス将軍は加入を強制させようと森林地帯にドロイドを送り込むが、その襲撃で狩猟中だったリクミー王子がドロイドによって殺害され、その事を知ったグラークチョワー王は態度を一変、独立星系連合への徹底抗戦を宣言した。
戦いはキャッシークに応援に駆けつけたジェダイ・グランド・マスターのヨーダやジェダイ・マスターのルミナーラ・アンドゥリィとクインラン・ヴォス両将軍などが率いる共和国軍と連合のドロイド軍との間で激しい攻防戦が繰り広げられたが、双方決定的な勝利は得られぬまま、戦争終結直前まで膠着状態となった。そしてシディアスによってジェダイ抹殺を指示するオーダー66が発令されると、ルミナーラは配下の兵士によって捕縛されてしまう。だが一方でヨーダとヴォスは辛くも生き延びた。

#### ケイト・ニモーディアの戦い
ジオノーシスでの開戦から35ヶ月が経過する頃には、共和国と分離主義勢力、そして銀河系は甚大な被害を受けていた。しかし戦況は共和国に傾いており、分離主義勢力の幹部たちは故郷を追われ、各地の拠点を転々としながら、いつしか当初の大義を喪失して戦争継続に消極的になっていた。
通商連合を牛耳るニモーディアンは、何百もの惑星を植民惑星としており、これらの植民惑星から集められた資源は彼らや彼らの故郷ニモーディアの富の基礎となっていた。その植民惑星のひとつで、ニモーディアンにとって重要な収入源たる金庫惑星であり、分離主義勢力にとってもきわめて重要な拠点となる惑星ケイト・ニモーディアに、分離主義勢力の幹部の1人である通商連合総督ヌート・ガンレイを捕らえるため、オビ＝ワン・ケノービ将軍とアナキン・スカイウォーカー将軍、クローン・コマンダーコーディが送り込まれる。ガンレイはグリーヴァス将軍の指示で一度は脱出していたが、残した莫大な財宝が共和国軍の手に落ちる前になんとか回収したいという欲から引き返してきたところを襲撃され、辛くも逃走するもケイト･ニモーディアは陥落した。
ジェダイ達はガンレイ総督に逃げられるも、総督がダース・シディアスや分離主義勢力の他の幹部達との交信に使用していた、暗号化ホログラム送受信機付きのメクノ＝チェアを発見したのだった。この発見はジェダイに、分離主義勢力の背景にシスの暗黒卿が実在するという確固たる証拠をもたらすことになる。
一方で、陥落後もケイト・ニモーディアでは残存勢力によって惑星各地で共和国軍へのゲリラ攻撃が行われ、定期的にクローン・トルーパーとジェダイ・マスタープロ・クーンによるパトロールと掃討戦が行われていた。やがてシディアスによってオーダー66が発令されると、多くのジェダイと同じようにプロ・クーンも配下の兵士に殺された。

#### コルサントの戦い
3年に及ぶ戦いは徐々に共和国優位に傾いていた。劣勢に立たされたグリーヴァス将軍は、ダース・シディアスから共和国のごく僅かな高官しか知らない最高機密『銀河外縁部から航行危険宙域を通過して首都惑星コルサントへ通じる秘密航路』の情報を受け取った。
当時、共和国軍の戦力の大半は先述のアウター・リム包囲作戦によって辺境域アウター・リムに派遣されており、その影響でコルサントも防衛艦隊が半減しており手薄な状態にあった。その隙を突きコルサントに大規模な奇襲攻撃を仕掛けたグリーヴァスは、まず大気圏上空に自身の旗艦であるプロヴィデンス級キャリアー/デストロイヤー「インヴィジブル・ハンド」を停泊させ、次々と味方の艦隊を呼び寄せた。突然の襲撃で不意を突かれたコルサント防衛艦隊はあっさりと撃破され、地上には大量のドロイド軍と地上兵器が降下、その圧倒的な軍勢による無差別攻撃でコルサントは大混乱に陥った。
それでもジェダイとコルサントに駐屯していたクローン・トルーパーは地上空中の各戦線で必死に抵抗し、やがて地上戦ではなんとか敵軍を打ち破る事に成功する。だが、ドロイド軍は市街地を攻撃するのみで、元老院議事堂やジェダイ聖堂といった重要拠点を無視していた。彼らの本当の目的はパルパティーン元老院最高議長の誘拐で、市街地攻撃は目的を隠すための陽動作戦だったのだ。グリーヴァス将軍は少数の精鋭部隊を率いて護衛のジェダイたちを倒し、パルパティーン議長を捕らえるという決定的な成功を収める。
パルパティーン議長を捕らえたグリーヴァス将軍は、ホロネットを通じて全銀河にこの事実を告げ、全軍に撤退の準備を指示した。しかし艦隊はコルサント上空で共和国軍艦隊の待ち伏せを受け、コルサントからの脱出を阻まれていた。そこへ議長救出のためアウター・リムよりコルサントへ戻ってきたオビ＝ワン・ケノービ将軍とアナキン・スカイウォーカー将軍が「インヴィジブル・ハンド」に侵入、ドゥークー伯爵を倒し議長の奪還に成功。さらに共和国軍の戦艦からの激しい攻撃によりグリーヴァス将軍も「インヴィジブル・ハンド」を放棄し逃亡、独立星系連合艦隊も退却したことで戦いは終結した。
結局、この戦いは劣勢の独立星系連合にとって戦いに参加した艦隊の3分の1などといった更に多くの艦船とドロイドばかりか、元首たるドゥークー伯爵までも失う悲惨な結果をもたらした。残された幹部達は動揺し、戦争継続により消極的になっていく。しかし、シディアスにとっては自分の足跡を追うジェダイの眼を自分から逸らせたばかりかアナキンが自分の新しい弟子に相応しいか見極め、自身の計画を最終段階へと移らせる好機となっていた。

#### ウータパウの戦い
長い戦いで主要拠点と重要人物のほとんどを失い、コルサントの戦いで元首のドゥークー伯爵を亡くした分離主義勢力の残りの幹部たちと、コルサントから敗走したグリーヴァス将軍は、ドロイド軍によって武力制圧され、今では彼らの事実上の拠点となっていた竪穴惑星ウータパウへと逃げ延びた。
この情報を手に入れた共和国はオビ＝ワン・ケノービ将軍とクローン・コマンダーコーディの指揮するクローン軍を出撃させ、ウータパウを強襲する。戦いはオビ＝ワンとグリーヴァスの一騎討ちで始まった。グリーヴァスは惑星の地形を利用し、隠していた全ドロイド軍を展開させ、次々に降下してくるクローン軍との全面衝突へと持ち込んだ。
グリーヴァスは四本のライトセーバーでオビ＝ワンに猛攻を仕掛けるが、巧みに攻撃を受け流しながら的確な反撃を入れるオビ＝ワンの絶妙なライトセーバー捌きにより、グリーヴァスは次第に追い詰められていく。形勢不利を悟ったグリーヴァスは一旦その場を離れ、これを追撃するオビ＝ワンだが、その道すがらライトセーバーを落としてしまう。両者は再び激しい格闘戦を繰り広げるが、武器を失ったオビ＝ワンの不利は明確であった。しかし窮地に立たされたオビ＝ワンはグリーヴァスが取り落としたブラスターを咄嗟にフォースで引き寄せて発砲し、それによりグリーヴァスは生命維持に必要なわずかな有機器官を破壊されると、装甲の中身を激しく燃え上がらせながらその場に倒れ死亡した。
だが、分離主義勢力の幹部たちは戦闘の直前にグリーヴァスがダース・シディアスの指示により惑星ムスタファーに移動させていたため、捕らえることはできなかった。しかし本格的な軍備は既に底をついており、グリーヴァス将軍が死亡した事もあって、三年に渡る共和国クローン戦争は終結を迎えつつあった。

#### マンダロア包囲戦
クローン戦争終盤、共和国はある目的から100年以上守られてきたマンダロアとの平和協定を破棄。クローン・コマンダー・レックス率いる第332師団を首都に進攻させた。銀河最強の賞金稼ぎとして知られるジャンゴ・フェットの遺伝子から作られたクローン大隊と銀河最強の兵士と名高いマンダロリアンたちの間で行われたこの戦いは帝国誕生の日まで続いた。
ことの発端はクローン戦争終結の数日前、モールがマンダロアに帰還し、マンダロア・スーパー・コマンドーたちと共に首都を占領した。マンダロリアンの戦士・ボ＝カターン・クライズは濡れ衣をかけられた後にジェダイ騎士団から去った元ジェダイ・アソーカ・タノに偶然出会い協力を依頼。アソーカはこの依頼を引き受け、かつての師であるアナキン・スカイウォーカーと彼の率いるクローン部隊「第501軍団」と接触する。無事、オビ＝ワンとアナキンに接触できたアソーカであったが、この時、アナキンとオビ=ワンはコルサントの戦いに駆け付ける必要があった。オビ＝ワンはジェダイでも共和国軍人でもないアソーカへの協力と、彼女にクローン部隊を託すことを渋るが、アナキンの提案により副官のキャプテン・レックスをコマンダーに昇進させ、アソーカを彼の軍事アドバイザーとして同行させることでオビ＝ワンからの了承を得た。こうして、アソーカとレックス、第501大隊はマンダロアの戦士たちと共にマンダロア解放のための戦いに挑むことになる。
最初の侵攻で制空権の確保に成功した第332師団は数日間で首都の各セクターを占拠。ボ＝カターンら共和国側に付いたマンダロアの戦士たちの協力もありクローン兵たちはスーパー・コマンドーたちを追い詰める。一方、アソーカはモールと接触。彼からダース・シディアスの存在と彼を殺すために協力を依頼される。この時点でドゥークー伯爵は殺害されており、グリーヴァス将軍もウータパウでオビ＝ワン率いる第212大隊のクローン部隊により追い詰められていた。しかし、ジェダイの滅亡とダース・シディアスによる支配について聞かされたアソーカはこの提案をいったん飲むことにする。そして、モールに何故、オビ＝ワンだけでなくアナキンもおびき寄せようとしたのか質問すると、モールはアソーカに、アナキンがすべてのカギであり、近い将来にシディアスに支配されること。そのため、誘き寄せて殺すつもりであったことを告げる。この話を聞いたアソーカはアナキンがダークサイドに堕ちることを否定し、モールと直接対決を挑む。アソーカは互角にモールと渡り合うも最終的に追い詰められる。しかし、不意を突いてモールを高所から突き落としフォースで拘束することに成功。救援に駆け付けたレックスがスタンモードで気絶させたことによりモールの逮捕に成功。第332師団もスーパー・コマンドーを降伏させたことによりマンダロアを解放した。
その後、モールをヴェネター級スターデストロイヤーでコルサントに護送中、オーダー66が発令される。この命令により第501大隊、第332師団はアソーカの敵となるが、彼女の手でバイオ・チップを取り除いたレックスと、拘束していたモールの協力を得てクルーザーを脱出。その際にモールが独自に破壊工作を行った結果、クルーザーはそのまま墜落したことでマンダロア包囲戦に参加した第501軍団の兵士全員が死亡した。アソーカとレックスは死を偽装することに成功するも、3年間共に戦った仲間の死を悲しみ、墜落現場の前に第501軍団のクローンたちを全て埋葬した。戦争終結から数年後にはダース・ヴェイダーもこの地を訪れており、かつての部下である第501軍団のクローン兵の墓地の前に供えられたアソーカのライトセーバーを回収している。
戦争終結後には共和国に取って代わった銀河帝国がマンダロアの支配を獲得し、軍の士官候補生を養成するために帝国アカデミーを設立した。また、帝国はマンダロリアンの傭兵を非合法化したが、マンダロリアン・スーパー・コマンドーの後継組織として帝国の配下に組み込まれた「インペリアル・スーパー・コマンドー」や、惑星コンコード・ドーンを統治するマンダロリアンの分派組織「ジャーニーマン・プロテクター」のように一部勢力は帝国に対し忠誠を誓い恭順の意志を示す事で非合法化を免れた。
元々は『スター・ウォーズ/クローン・ウォーズ』のフィナーレとして予定されていたエピソードであったが、同作の展開がいったん打ち切られたため、『スター・ウォーズ 反乱者たち』や小説、イベントなどで断片的に語られるのみにとどまっていた。しかし、後の2018年に『クローン・ウォーズ』の新シーズン製作が発表され、2020年公開のファイナルシーズンにて描かれることが発表された。

#### ジェダイ内乱
コルサント襲撃から数日後、ジェダイ・マスターのメイス・ウィンドゥがパルパティーン元老院最高議長を襲撃するという事件が発生する。
ジェダイ騎士のアナキン・スカイウォーカーに命を救われたパルパティーンは、クローン大戦で弱体化したジェダイ騎士団が、戦争の混乱に乗じて権力を奪取しようとしたものと判断。元老院にてジェダイの危険性と抹殺の必要性を訴えた。時を同じくして銀河各地でクローン・トルーパーを率いていたジェダイ・マスター達も一斉に反旗を翻したと発表され、オーダー66が発令されクローン軍がジェダイ騎士達を処刑した。コルサントのジェダイ聖堂に残った者たちも全て反乱に加担したとされ、アナキンがクローン大戦で率いてきたクローン・トルーパーの第501大隊と共にこれを「鎮圧」した。一方故郷やウータパウを追われムスタファーに逃れていた分離主義勢力の幹部達は「戦争を終える」べくムスタファーに降り立ったアナキンによって全員「粛清」され、交戦中だったドロイド軍も機能停止された。クローン大戦も事実上終結した。
実は、これらは全てパルパティーン議長の陰謀であった。パルパティーンこそがシスの暗黒卿ダース・シディアスであり、クローン大戦そのものが彼の手によって仕組まれた壮大な狂言だったのである。
唯一銀河規模の司法集団であったジェダイ騎士団が崩壊したことにより、共和国大クローン軍の指揮は直接パルパティーン議長が統べることが承認された。パルパティーンは全ての反乱の芽を絶ち、新たな秩序と平和を構築し、また腐敗した官僚政治を大改革するために、自分に課せられていた非常時大権を常時大権として銀河全域を直接統治する方針を唱え、元老院による共和制を超越した帝国制をもってこの広大な銀河を統括する政治体制に移行すると宣言した。そしてこの宣言は支持者達の万雷の拍手によって承認され、パルパティーンは皇帝となり、銀河共和国は銀河帝国へと再編された。

## 銀河内戦（19BBY-4ABY）

### スカリフの戦い以前
銀河内乱の最初の大規模戦闘であるスカリフの戦い（後述）の前にもソウ・ゲレラのパルチザンやバーチ・テラーの反乱組織、チャム・シンドゥーラ率いるライロス解放運動など多数の勢力が帝国の圧政に対して反旗を翻しており、一方ではパイク・シンジケートやハット・クラン、クリムゾン・ドーンなどの犯罪シンジケートが暗躍していた。
4BBY以降、元ジェダイのケイナン・ジャラスが率いる反乱グループ「スペクターズ」が惑星ロザルを中心に活動し、帝国元老院内部で圧政に反発していた一部元老院議員により組織された反乱軍と合流して「フェニックス戦隊」へと発展。一連の反乱運動が帝国上層部で問題視されるようになった。初期段階でロザルの行政府やダース・ベイダー直属の部下である尋問官が対処に当たるも活動の拡大を抑え込めず、遂にはグランド・モフ・ウィルハフ・ターキンやスローン大提督などの高官をも巻き込み、果てはダース・ベイダー自身までもがロザルに赴き鎮圧に乗り出す事態となった。
しかしその鎮圧作戦も反乱軍のシンパ「フルクラム」の暗躍や帝国からの離反者の続出によって殆どが失敗に終わり、2BBYには惑星ダントゥイーンにてベイル、レイア父娘やモン・モスマが中心となり「共和国再建のための同盟」、いわゆる「反乱同盟軍」の結成が宣言される。その後、ロザルにおける戦闘や首謀者であるジャラスの死亡、スローンの失踪などを経てスカリフの戦いへと向かっていくことになる。

### スカリフの戦い
『ローグ・ワン/スター・ウォーズ・ストーリー』の題材となった、銀河帝国軍と反乱同盟軍の戦い。
反乱同盟軍は、帝国軍の超兵器「デス・スター」について、主任科学者であるゲイレン・アーソがデス・スターに弱点を仕込んだことと、そのデス・スターの設計図が惑星スカリフにある帝国軍の機密情報保管施設「シタデル・タワー」にあることを知る。デス・スターの弱点を突くためには設計図が必要とされたが、上層部はスカリフへ攻撃部隊を出すか帝国に降伏するかで紛糾していた。
その中、ゲイレンの娘のジン、反乱軍の工作員キャシアン、元帝国の貨物船パイロットのボーディー、故郷のジェダを追われたベイズとチアルートらを中心とする「ローグ・ワン」分隊が鹵獲した帝国の貨物シャトルに乗ってスカリフへ出撃する。彼らはスカリフへの物資の輸送を装ってシールド・ゲートを突破し、スカリフへ潜入した。一方でデス・スターの開発責任者であるオーソン・クレニック長官もスカリフを訪れていた。
スカリフに着陸したローグ・ワン分隊は、帝国関係者に変装したジンとキャシアン、及びドロイドのK-2SOを情報管理施設に潜入させる。残りのメンバーは警邏にあたっていたストームトルーパーを処理しつつ散開し爆弾を設置していった。その後、施設に潜入し設計図までのルートを割り出したキャシアンの指示で爆弾を起爆し、それに反応した帝国軍が兵士を送ったことで戦闘が始まった。
この報を知った反乱軍上層部は交戦を決断、ラダス提督が指揮するMC75スター・クルーザー「プロファンディティ」以下の反乱軍艦隊がスカリフ上空に展開する。ラダスはブルー中隊にシールド・ゲートの通過と地上部隊の支援を指示するが、Xウイング7機とUウィングがシールド・ゲートを通過したその時にシールド・ゲートが閉ざされ、以降の侵入が不可能になってしまった。地上ではローグワンが無数のストームトルーパーやAT-ACTウォーカーに苦戦していたが、シールド・ゲートを突破したXウィングやUウィングの援護でウォーカーを撃破。タワー内でもジンが設計図データを発見する。一方で態勢を立て直した帝国軍の反撃でローグ・ワン分隊のメンバーも次々と命を落としていき、ゲートから発進したTIEファイターの攻撃で上空の艦隊も劣勢に立たされていた。地表から宇宙空間に設計図データを送信するためにはシールド・ゲートを破壊する必要があったが、2隻のインペリアル級スター・デストロイヤーと無数のTIEファイターに守られるゲートの破壊は困難を極めた。戦いの中で反乱軍はスター・デストロイヤーのうちの1隻をYウイングの魚雷で機能停止させる。これを見たラダスはハンマーヘッド・コルベットにスター・デストロイヤー同士を衝突させるように指示し、折り重なった2隻のスター・デストロイヤーはシールド・ゲートに突き刺さり、ゲートは破壊される。地上でもクレニックを退けたジンとキャシアンがデータの送信に成功した。
反乱軍が勝利を喜ぶのも束の間、デス・スターがスカリフに現れる。ターキンはスーパーレーザーでの地上砲撃を指示し、ジンやキャシアンをはじめ、地上にいた全員が爆発に巻き込まれて死亡した。一方、撤退を図る反乱軍艦隊の前にダース・ベイダーのスター・デストロイヤー「デヴァステイター」が到着して攻撃を開始、撤退に成功した一部の艦艇を除き艦隊は壊滅、プロファンディティも航行不能状態に陥り、ラダス提督は戦死した。データ奪還のために部隊を率いてプロファンディティに乗り込んだベイダーはライトセーバーとフォースの力で次々に反乱軍兵士を惨殺していくが、兵士たちの命懸けのリレーにより奪還に失敗。データは旗艦に接舷されていたコルベット「タンティヴIV」に乗るレイア・オーガナ議員の手に渡った。
非正史（レジェンズ）ではデス・スターの設計図が二分割された状態で帝国軍に保管されていたものを、トプラワとダヌータという二つの惑星で起きた戦いで反乱同盟軍がそれぞれ奪取し、レイアの部隊が回収・統合したとされている。特にトプラワの戦いでは正史におけるスカリフの戦いと同様、ブリア・サレンという女性兵士の率いる部隊が設計図の奪取と引き換えに全滅した。

### ヤヴィンの戦い
『スター・ウォーズ エピソード4/新たなる希望』の中で起こる、反乱同盟軍と銀河帝国軍の戦い。スター・ウォーズシリーズの歴史軸はこのヤヴィンの戦いを原点に、それ以前の出来事をBBY（Before Battle of Yavin）、以後の出来事をABY（After Battle of Yavin）と呼ぶ。
スカリフでデス・スターの設計図を受け取ったレイアは、反乱同盟軍の指導者であり、父であるベイル・オーガナに設計図を届けるべくオルデランへと向かっていた。しかしその10分後、タトゥイーン上空に差し掛かった時に、スカリフからタンティヴィIVを追跡していたダース・ベイダーに拿捕されてしまう。そしてデス・スターに連行されたレイアの眼前で、デス・スターのスーパーレーザーによってオルデランはベイルら諸共破壊された。
だが、レイアはC-3POとR2-D2に設計図を託し、彼らをオビ=ワン・ケノービの元へと送っていた。その後、2体のドロイドを手に入れた水分農夫ルーク・スカイウォーカーとオビ=ワン・ケノービ、彼らのタトゥイーンからオルデランへの輸送を請け負った密輸業者のハン・ソロらによってレイアは救助され、レイアと設計図は反乱軍の秘密基地のあるヤヴィン第4衛星へ届けられた。そこで設計図は分析され、反乱軍は表面の子午線トレンチの奥深くにある、反応炉に直結するわずか直径2メートルの排熱孔がゲイレン・アーソによって仕込まれたデス・スターの弱点だと知る。反乱同盟軍はこれをもとに、戦闘機によってトレンチに侵入して排熱孔へプロトン魚雷を撃ちこむという作戦を立てた。一方、レイアを密かに追尾していた帝国軍はヤヴィン第4衛星に反乱同盟軍の基地があることを察知。デス・スターで反乱同盟軍を殲滅するため、進軍を開始する。
反乱同盟軍はルーク・スカイウォーカー、ビッグス・ダークライター、ウェッジ・アンティリーズなどの所属するXウイング戦闘機を使用するレッド中隊と、Yウィング戦闘機からなるゴールド中隊、合わせて30機の戦闘機部隊が出撃し、デス・スターに攻撃を仕掛ける。デス・スターの対空兵装は大型戦闘機や戦艦との戦闘のみで小型戦闘機からの攻撃は想定していなかったため照準が合わず、表面を集中的に爆撃される。しかし、表面からの砲台による攻撃でジェック・ポーキンスの乗るXウイングが撃墜され、さらにデス・スターから出撃したTIEファイター隊が襲来、ダース・ベイダーまでもが自身のTIEアドヴァンストx1に乗って迎撃に出てきたために肝心の排熱孔爆撃隊が撃滅され、ゴールド・レッド両中隊長が戦死する。さらに最後の突入を試みたルークたちもベイダーの猛攻を受けビッグスが戦死、ウェッジ機も被弾して前線離脱し、残るはルーク機のみとなった。そしてそのルーク機が被弾したとき、ハン・ソロのミレニアム・ファルコンが来援、ベイダー機を撃退した。ルークはフォースの力を借りてプロトン魚雷を排熱孔に撃ちこむことに成功し、ヤヴィンが破壊される寸前にデス・スターは破壊される。
この戦いで反乱同盟軍側は多くの戦死者を出し、出撃した30機のうち生還できたのはルーク、ウェッジが搭乗するXウイング2機に加え、Yウィング1機のみであった。なお、このYウィングの搭乗者の設定は正史・レジェンズで異なっている。正史のスピンオフ作品ではエヴァーン・ヴァーレーンというオルデラン出身の女性人物が設定されているのに対し、レジェンズのスピンオフ作品ではキーヤン（ケイヤン）・ファーランダーという男性人物が設定され、後にジェダイになっている。一方の帝国軍は、デス・スターとターキン総督を初めとする有力者たちを多数失った。ターキンとその側近たちの死によって、治安の悪いアウター・リムを統治していた権力機構の最高指導部が消滅したため、各地で帝国に対する反乱の火の手が上がり、反乱同盟軍は勢力を拡大した。

### ホスの戦い
『スター・ウォーズ エピソード5/帝国の逆襲』冒頭で勃起した反乱同盟軍と帝国軍の戦い。ヤヴィンの戦いの3年後に行われた。
ヤヴィンの戦いに勝利を収めたものの、その後の帝国軍の攻撃により反乱同盟軍はヤヴィン第4衛星の秘密基地からの撤退を余儀なくされ、帝国の目を避け辺境の極寒の惑星ホスに秘密基地を設置し反撃の機会をうかがっていた。だが、ダース・ベイダーは同盟軍の行方とともに、自らを撃墜しデス・スターを破壊したルークの所在を執拗に追い求め、帝国軍の無人探査メカであるプロボットを銀河の端々に放ち、徹底的な捜索を行っていた。
やがて惑星ホスにも1機のプロボットが隕石を装って侵入、哨戒任務中これを偶然発見したルークは隕石の確認を試みるが、途上ホスの原生生物ワンパに襲われ行方不明になってしまう。彼を捜索に出たハン・ソロも消息を絶ち、反乱同盟軍は謎の隕石に対する初動ができないまま一夜が過ぎてしまう。翌朝、ローグ中隊が捜索中の2人を発見し、行方不明騒ぎはひとまず納まるところとなったが、この騒動の最中、降下したプロボットは探査活動を続け、同盟軍のエネルギー発生装置を発見、帝国艦隊へ向け送信を開始していた。ホスの秘密基地は戦闘よりも隠匿に特化し、極少数の施設以外はすべて地下に隠される徹底したものであったため、プロボットからの報告を受信した帝国艦隊司令官オゼル提督は開拓民の施設に過ぎないと判断した。しかし、艦隊旗艦エクゼキューターのピエット艦長は、人類型生物の住めるような星ではない極寒のホスに大規模なジェネレーターが置かれている事実に作為的なものを感じ、確認を主張する。この騒ぎを聞きつけたベイダーは反乱同盟軍とルークの存在を確信し、全艦隊をホスに向けるよう指示する。一方、同盟軍でもプロボットの暗号送信を傍受、確認に向かったソロとチューバッカはプロボットと交戦しこれを撃破したが、相手が自爆したことやこれまでの経緯から同盟軍のカーリスト・ライカン将軍は秘密基地が既に帝国に察知されたものと判断し、全軍にホスからの撤退準備を指示した。
反乱同盟軍が撤退準備に追われる中、帝国艦隊は超光速のワープ航法でホスに接近していた。しかし、反乱同盟軍を侮るオゼルの怠慢により、艦隊はホス軌道の間近までワープ航法を解除しなかったために、ホスの同盟軍はハイパースペースの「渦」から高速で接近する大艦隊を察知、全エネルギーで基地上空にシールドを展開し、地上戦に備えた。これによって帝国艦隊の常套手段である惑星軌道上からの砲爆撃は使えなくなり、帝国軍は当初より犠牲の大きい地上侵攻戦を強いられることとなった。ベイダーはヴィアーズ将軍に地上部隊の降下を指示すると、怠慢を犯したオゼルを処刑し、後任提督にピエットを任命する。
輸送船が限られているため全ての物資を撤退させる事ができない同盟軍は、宇宙空間では使えないスノースピーダーを迎撃部隊の主力とする地上戦闘によって脱出の時間を稼ぎ、戦闘後は兵員とパイロットのみを回収する予定であった。間もなくヴィアーズ率いる帝国地上軍戦闘部隊を乗せたゴザンティ級クルーザーが降下を開始、AT-ATを主力とする部隊が侵攻を開始した。地上戦闘員が塹壕戦で反撃する上空をローグ中隊のスノースピーダーが出撃し、AT-ATに襲いかかった。地上の重砲ですら跳ね返すAT-ATの厚い装甲にスノースピーダーのブラスターキャノンは全く歯が立たず、逆にAT-ATの強力な対空砲火にスノースピーダーの装甲板は耐えることができなかった。すぐに戦況を理解したローグ中隊長のルークはデルタフォーメーションアタック戦法とトゥ･ケーブルをAT-ATの脚部に絡ませて敵の進攻を止める指示を出すが、スピーダー部隊は帝国軍の対空砲火の餌食となっていく。ルーク機も被弾し、後部座席で砲手を務めるダク・ラルターが戦死する。しかし、ウェッジ・アンティリーズの機体がAT-AT足元への接近に成功し、ケーブルを発射して脚部を絡めとり、1機のAT-ATを前のめりに転倒させる。これを見た同盟軍地上部隊も反撃に移り突撃を開始し、一時的に帝国軍を押し返した。しかし、数に勝る帝国軍の猛攻は止まらず、ルーク機は被弾墜落し、基地内に帝国軍地上部隊が突入を開始した。防戦の限界と見たレイアは全軍撤退の指令を出す。
墜落した機体から脱出したルークは単身AT-ATの腹部に取り付き、爆弾を放り込んで1機を倒すが、ローグ中隊は味方地上部隊の撤退を援護するため反撃を繰り返し、多くの犠牲者を出した。ヴィアーズのAT-ATは基地のパワージェネレーターを破壊し、ベイダーはルークを確保するため基地に突入するが、間一髪で同盟軍は全軍を撤退させ、ルークも脱出に成功していた。

### エンドアの戦い
『スター・ウォーズ エピソード6/ジェダイの帰還』で描かれた戦い。ヤヴィンの戦いの4年後に行われた。
同名のガス巨星の軌道上を周回する衛星エンドア軌道上に建造中の第2デス・スターに視察に訪れる銀河帝国皇帝パルパティーンを急襲して撃破することで帝国軍の弱体化を狙った反乱同盟軍の作戦であったが、視察の情報はパルパティーンが意図的に流したもので、ヤヴィンの戦い以降勢力を拡大した反乱同盟軍を結集させ、壊滅する計画であった。
ボサンの情報網により第2デス・スターの情報を入手した反乱同盟軍はレイアの発案したイエロー・ムーン作戦により帝国の監視を掻い潜って艦隊を集結させ（レジェンズではルークがコスリスの戦いで設計図を奪い取ることに成功し、再び弱点をつかんだ）、全面攻撃を仕掛けることとなる。作戦は、正面から第2デス・スターを攻める宇宙艦隊と、エンドア上に設置されたシールド発生基地を制圧してデス・スターの防衛力を奪う少数精鋭の地上部隊による隠密行動という2段構成となっていた。
ハン・ソロ率いるエンドア地上部隊がシールド発生装置の破壊に向ったが、帝国の精鋭部隊が待ち伏せしていたため少数のハンの部隊は侵入直後に難なく捕縛される。この中でルークは、かつてジェダイの騎士・アナキン・スカイウォーカーであった父ベイダーをフォースのライトサイドに引き戻すため、単身で帝国軍に投降する。ベイダーはエンドアのシールド基地で息子であるルークと対面したが、その心は帝国に尽くすことに囚われており、息子も帝国軍に引き入れるため、パルパティーンとルークを面会させる。ルークはパルパティーンから、自分たちが罠にかかったことを聞かされる。パルパティーンは自身を憎ませることで、ルークをダークサイドに引き入れようとした。また第2デス・スターの惑星破壊力を持つスーパーレーザーはすでに完成しており、戦艦を一撃で蒸発させる圧倒的な火力の前に反乱軍艦隊は窮地に陥る。ルークは自分の仲間である反乱同盟軍の宇宙艦隊が帝国軍宇宙艦隊に撃沈されていくのを目の当たりにし、パルパティーンに襲いかかるが、ベイダーに阻まれる。
父との戦いに迷い戸惑っていたルークだったが、戦いの最中にベイダーがフォースにより自身の娘の存在を知る。ベイダーから「お前がダークサイドに染まらぬのであれば、彼女をダークサイドに引き込もう」と挑発されたルークは、怒りを露にしてベイダーに襲いかかる。パルパティーンは、かつて父アナキンをダークサイドに転向させたのと同じように、ベイダーをルークに討たせることでダークサイドへ導き、従順ではないベイダーに代わる弟子にしようとしていた。
エンドアの地表では、反乱同盟軍と友好関係を結んだ原住民イウォークが、帝国軍への反撃を開始した。帝国軍シールド発生基地の守備部隊は、少数の反乱同盟軍部隊が使用するレーザーやブラスター兵器に対しては十分な防御力・攻撃力と兵力を有しており、石斧や弓矢、投石機程度の武器しか有さないイウォークに対しても個別の戦力では比較にならない優位を築いていたが、イウォークの圧倒的な数、落とし穴・丸太を使用した大質量打撃トラップなど地の利を利用した戦術に対応できず、逆に鹵獲された自らの兵器を使用されるなどして壊滅した。一方、反乱同盟艦隊もランド・カルリジアンが提案した「帝国艦隊の中に敢えて突入し、集中砲火を浴びることを覚悟の上で第2デス・スターのスーパーレーザーを封じ、シールド停止まで持久する」策を採用。同盟軍スター・クルーザー艦隊はスターデストロイヤーに至近距離まで接近して砲撃を行い、無人小型艦の特攻等あらゆる手段を用いて抵抗を続けていた。
デス・スター内部では、ルークが激しい打ち合いの中でベイダーを追い詰め、ベイダーの右手をライトセーバーもろとも切り飛ばし、怒りに任せて自分の父を討とうとする。しかし、右手を失い地に膝を突いたベイダーを前にルークは心の平静を取り戻し、「自分はジェダイである」と宣言し、父との戦いを拒絶した。それに失望と怒りを覚えたパルパティーンはルークを始末するため、フォースの稲妻を発してルークを打ちのめす。この最中、息子に敗れてその光景を傍観していたベイダーは、ルークの助けを求める声に応じてパルパティーンを抱え上げてデス・スター内部のシャフトに投げ落として殺害する。パルパティーンを倒してジェダイに戻ったアナキンだったが、パルパティーンの雷撃によって生命維持装置が破壊されており、ルークに看取られながら、デス・スターの連絡船プラットフォームで静かに息を引き取った。
ソロ率いる地上部隊とイウォーク族はバンカー基地を制圧し、シールド発生装置の破壊に成功する。反乱同盟軍艦隊もシールドの消失を察知し、ランド・カルリジアンの乗るミレニアム・ファルコンを筆頭に、ウェッジ・アンティリーズら高速戦闘機部隊（Xウィング2機、Yウィング1機、Aウィング2機）が第2デス・スター内部へと突入を図る。一方、本隊も総反撃を開始し、帝国軍最大の戦艦スーパー・スター・デストロイヤー「エグゼキューター」はシールドを失い、更にそこへバランスを崩して操縦不能となったAウィングがブリッジに激突する。ブリッジは爆発炎上し、制御を失った「エグゼキューター」はデス・スターに激突し大爆発を起こし、指揮官を失った帝国軍は総崩れとなる。第2デススター内部に突入した部隊は、最後尾のXウィングが帝国軍に撃墜されたが、分岐点で各機を分散させ攻撃の手数を減らし、ウェッジとランドが中心部に向かう。中心部に到達したランドとウェッジがミサイルをパワーレギュレーターおよび主反応炉の中心部に命中させ反応炉を破壊。先に攻撃したウェッジがまず脱出し、ルークも父の亡骸を伴ってインペリアル･シャトルで脱出。最後に残されたミレニアム･ファルコン号も爆発の炎に追われる形で遂にギリギリで脱出し、直後に第2デス・スターは爆発する。
この戦いで多くの兵力・艦船を失い、さらにパルパティーンとダース・ベイダーという2人の指導者を失った帝国は、モフや将軍たちの派閥が互いに主導権を奪い合う内乱状態へと突入し、急速に勢力は衰えていく。一方で反乱同盟軍は新共和国の樹立を目指し、帝国軍残党の掃討戦を開始することになる。
スピンオフ作品では、帝国残党の置かれた状況を重く見た一部勢力が組織再編と上層部の意思統一を目的として、惑星アキヴァで帝国未来議会と呼ばれる秘密会議の招集を計画していたが、その動きを直前でアンティリーズに発見されたことで事態が新共和国に露見し、新共和国軍の攻撃によって多くの要人を失ってしまう。

### シンダー作戦
『スター・ウォーズ バトルフロントII (2017)』の中で描かれる、帝国軍の秘密作戦。
皇帝パルパティーンは、自身の死後すぐに帝国とその敵対者が滅ぼされるよう手配していた。エンドアの戦いで皇帝が敗れた直後に、その計画は皇帝のメッセージを記録したドロイドによって、「終末司令」としてギャリック・ヴェルシオ提督ら帝国軍の高官に伝えられた。
作戦では軌道上に気候操作網と呼ばれる人工衛星が配置され、標的となった惑星を人工的な災害で荒廃させる手筈だった。実際にナブーやヴァードスといった惑星が標的となったが、帝国からの離反者や反乱同盟軍の活動によっていずれも失敗に終わった。

### ジャクーの戦い
エンドアの戦いから1年と4日後にミッド・リムの惑星ジャクーで行われた戦闘。銀河内乱における最後の大規模戦闘であり、建国されたばかりの新共和国とこの時点で既に風前の灯火となっていた銀河帝国が対峙した。
エンドアの戦いの後に帝国の実権を握ったガリアス・ラックス元帥が惑星ジャクーに帝国艦隊を集結させていることを知った新共和国は最新鋭のスターホーク級バトルシップ3隻を中心に多数のスタークルーザー、コルベットで構成された新共和国防衛艦隊を派遣。戦いは新共和国の優位のうちに進み、スーパー・スター・デストロイヤー｢ラヴェジャー｣やインペリアル級｢インフリクター｣など多数の帝国軍艦艇が新共和国軍艦艇を道連れにジャクーの地表へ墜落した。ラックス自身も｢終末司令｣の一環としてジャクーごと帝国軍、新共和国軍の双方を滅ぼし一部の帝国軍将校と共に未知領域へ逃亡する計画であったが、この計画は部下のレイ・スローネ大提督によって阻止された。
この戦いではギャリック・ヴェルシオ提督ら多数の帝国軍人が戦死し、またサイエナ・リー艦長など新共和国の捕虜となる者も多く出るなど帝国軍の一方的な大敗北に終わった。交戦能力をほぼ失った銀河帝国に対し、勝利した新共和国がマス=アメダ大宰相をリーダーとする穏健派残存勢力に対して莫大な賠償金と大幅な軍縮を課す銀河協定の締結に成功したことで、銀河内乱は一応の決着を迎える。
銀河帝国そのものはアメダを代表とするコルサント臨時政府として存続を許されたものの、事実上は新共和国の属国となった。そして行き場を失った帝国軍もまた、独立したモフや将校によって率いられる無数の軍閥に分裂することとなった。その中でいくつかの軍閥が新共和国の監視をかいくぐって未知領域へと逃亡し、後にファースト・オーダーとして再興、新共和国と対立することとなる。
この戦いの詳細は、クラウディア・グレイの小説『Star Wars: Lost Stars』、チャック・ウェンディグの小説『Star Wars: Aftermath: Empire's End』で描かれている。

## ファースト・オーダー=レジスタンス戦争（34ABY-35ABY）
『スター・ウォーズ/フォースの覚醒』、『スター・ウォーズ/最後のジェダイ』、『スター・ウォーズ/スカイウォーカーの夜明け』の3部作で描かれる、レイア・オーガナが率いる軍事組織「レジスタンス」と帝国の残党により結成された「ファースト・オーダー」の間で起こった戦争。戦争の最終盤にはパルパティーンの復権と新たなシス帝国の樹立を目指すシス信奉者の組織「シス・エターナル」に後者が吸収され、戦争はレジスタンスとパルパティーンの戦いへと変質した。

### 前史
帝国の残党の内部では一部の主戦派が銀河協定の締結に反発し、新共和国の監視をかいくぐり未知領域へと密かに結集した。彼らは「ファースト・オーダー」と呼ばれる軍事組織を結成し、最高指導者を自称するフォースの暗黒面の使い手スノークの元で銀河協定を無視した軍拡を実行。新共和国の内通者の手も借りつつ勢力を拡大していた。
レイア・オーガナはファースト・オーダーの脅威にいち早く気付き警戒を訴え続けていたが、新共和国の怠慢な対応やファースト・オーダーの息がかかった元老院議員の暗躍に失望し、更には彼女の政敵によってレイアが悪名高いダース・ベイダーの娘であるという事実を暴露された事による謂れなき非難を浴びた事を受けて政界を去り、ファースト・オーダーを監視するべく私設軍隊「レジスタンス」を結成した。レジスタンスにはアクバー、ナイン・ナンら元反乱軍メンバーやポー・ダメロンを始めとする新共和国軍からの脱退者が加わり、レイアに同調した一部の元老院議員からも支援を受けていた。
同じ頃、ルーク・スカイウォーカーはレイアとハン・ソロの長男にして自身の甥にあたるベン・ソロを始めとするフォース＝センシティブの若者達を引き連れて修行の旅を続けていた。息子ベンが暗黒面のフォースの兆候を見せた事を危険視したレイアとソロは、母方の祖父がシス卿ダース・ベイダーである事を彼に隠し、ルークの元に預けていたのだが、レイアが政界を去った時の報道により祖父ベイダーの存在を知ったことで決定的にベイダーに傾倒するようになっていった。更に、最高指導者スノークがスカイウォーカーの血筋を引き継ぐベンに目をつけ、彼を暗黒面に転向させるべく暗躍していた。
これを受けて強い危機感を覚えたルークは眠るベンの枕元に立ちライトセーバーを起動する。直前で甥の暗殺を思いとどまったルークだったが、時既に遅くライトセーバーを起動した姿をベンに目撃され、彼の反撃を受けて気絶させられた。ルークが目を覚ました頃にはベンは彼に同調した一部の兄弟弟子と共に、他のルークの弟子達を皆殺しにして既に立ち去っていた。その後ベンはスノークに師事してファースト・オーダーの指揮官となり、更にはレン騎士団の新しい頭目として「カイロ・レン」と改名。一連の出来事に責任を感じたルークは自らの消息を絶ち、更に自分の息子がルークを裏切ったことを知ったソロもレイアの前から姿を消す事となる。
ヤヴィンの戦いの34年後、ルークの所在の手掛かりを示す地図をロア=サン・テッカが手に入れたとの情報を受けレイアは、レジスタンスのエースパイロットとなっていたダメロンを惑星ジャクーに派遣する。しかし、同じく地図を求めるカイロ・レンもまたジャクーを襲撃。地図を手に入れたテッカを殺し、一足早くテッカから地図を受け取ったダメロンを捕らえた。ダメロンは捕まる直前にドロイドのBB-8に地図を託しており、ファースト・オーダーからの脱走兵、FN-2187の力を借りてスター・デストロイヤーから脱出した。彼は脱走兵のコードFN-2187から彼を「フィン」と名付けた。しかしその後、脱出に使ったTIEファイターはジャクーに墜落し、ダメロンとフィンは離れ離れになってしまう。
一方のBB-8は、ジャクーに暮らすスカベンジャーの女性レイと出会う。BB-8の持ち主を探すためニーマ・アウトポストへ向かったレイとBB、そしてダメロンに代わってBBを探していたフィンは、アウトポストで意図せず合流する。しかしダメロンから地図を受け取ったBBを探すファースト・オーダーの襲撃を受け、放置されていたミレニアム・ファルコンに乗って追っ手から逃れた。その直後、ファルコン号の元の持ち主であるソロとチューバッカも加わり、一行はハンの旧知であるマズ・カナタの協力を得るため惑星タコダナへ向かった。

### ホズニアン事変・タコダナの戦い
超兵器「スターキラー基地」を完成させたファースト・オーダーは、かねてから標榜していた新共和国の撃滅を実現するべく、新共和国の首都ホズニアン・プライムを攻撃。直撃を受けた首都惑星は新星と化し、一度に790億人もの死者を出す大惨事となった。
ほぼ同時にスパイの密告でファースト・オーダーにBB-8の所在が割れ、カイロ・レン率いる部隊がタコダナへと攻め込んだ。現地に滞在していたハン・ソロらは応戦の末に制圧されたが、ポー・ダメロンが率いるレジスタンスの部隊が到着したことでファースト・オーダーは撤退していった。
戦いが終わり、フィンとソロ、チューバッカ、BB-8を回収したレジスタンスは惑星ディカーにある基地へと帰って行った。一方でレイはBBが持つ地図を欲するカイロ・レンに捕らえられ、スターキラー基地へと連行されていった。

### スターキラー基地の戦い
惑星ディカーの基地に帰ったレジスタンスは、フィンの情報と偵察部隊の派遣により超兵器の存在を知るが、ファースト・オーダーもほぼ同時にレジスタンス基地の場所の特定に成功する。スターキラー基地の次の攻撃目標がディカーであることを悟ったレジスタンスは、基地のサーマル・オシレーターを破壊し超兵器の使用を阻止する計画を立てた。
先遣隊としてソロ、チューバッカ、フィンがファルコン号に乗ってスターキラー基地へと向かうことになった。基地に潜入した彼らはキャプテン・ファズマを脅迫し、スターキラー基地を覆うシールドを解除することに成功する。その後ダメロンが率いる攻撃隊が基地に攻め込むが、TIEファイターと対空砲火による迎撃を受ける。
一方でタコダナで捕えられたレイもスターキラー基地に連行されており、レンによるフォースを用いた尋問の中でフォースの力に覚醒。見張りのストームトルーパーに拘束を解かせて逃げ出し、フィンたちと合流した。
その後、ソロ一行はオシレーター内部に爆弾を仕掛けるが、その中でソロは、フォースのダークサイドに堕ち「カイロ・レン」と名を変えた息子ベン・ソロと対峙する。父の説得に対して涙ながらに本心を吐露したレンだったが、最終的には父よりもスノークを選び、チューバッカやレイ、フィンの目の前でソロを刺し殺してしまった。その直後、レンは激昂したチューバッカに脇腹を撃たれ、さらにオシレーター内部の爆弾が起爆された事で負傷した。
サーマル・オシレーターで爆弾が爆発したのを見たダメロンは単騎でオシレーターの内部に突入しこれを破壊する。既に超兵器の発射態勢に入っていたスターキラー基地は、オシレーターによって抑えられていた恒星から吸い上げたエネルギーが暴発したことで崩壊し始めた。
一方、オシレーターから脱出していたレイとフィンの前にカイロ・レンが現れる。レンはレイを吹き飛ばしてフィンとの1対1の対決に臨み、苦戦しながらもフィンの背中を斬り上げて勝利した。レンはフィンが手放したアナキンのライトセーバーを引き寄せようとするが、ライトセーバーは立ち上がったレイの手に渡った。レンはレイとの対決に臨むが、父を殺したことに対する心の迷いから決着をつけきれず、一瞬の隙を突いたレイに敗れた。
レイとフィンはチューバッカが操縦するファルコン号に乗って基地から脱出。レンもハックスに回収され、修行を終わらせるべくスノークの元へ連れて行かれた。程なくしてスターキラー基地は完全に崩壊し、新たな恒星となった。
その後ディカーの基地に帰ったレイは、完成したルーク・スカイウォーカーの地図を元に、最初のジェダイ・テンプルがある惑星オク=トーへと旅立った。

### ディカーからの撤退
スターキラー基地の戦いの数日後、ハックス将軍が率いるファースト・オーダー艦隊は、報復攻撃のためにディカーを襲撃。艦隊には基地殲滅用の軌道機関砲を装備したキャナディ艦長のマンデイターIV級ドレッドノート「フルミナトリックス」が切り札として参加していた。
スターキラー基地の戦いの直前に基地の場所を特定されていたレジスタンスは避難作業の真っ最中であり、軌道上に待機させたクルーザー「ラダス」に人員と物資を乗せた輸送船を収容していた。艦隊と輸送船への攻撃を防ぎつつドレッドノートを仕留めるべく、ダメロンはXウイングに乗って単騎でドレッドノートに立ち向かうが、彼の目的が甲板上の対空砲の排除だと気づいたキャナディも迎撃機を差し向ける。攻撃を受けたダメロン機は一時的に武器システムがダウンしたが、BB-8の決死の修理で回復し目的を達成。戦いの最中に基地は破壊されたものの、輸送船は全船が脱出に成功した。
対空砲の排除が完了した旨の連絡が入るや否や、レジスタンスの爆撃機「スターフォートレス」の部隊が護衛の戦闘機とともにドレッドノートに突撃する。TIEファイターの迎撃によって爆撃機の大半が撃墜されたが、最後の一機だけは砲手のペイジの身を挺した活躍で爆弾を投下。刺し違える形にはなったが、ドレッドノートの撃沈に成功した。
目的を果たしたレジスタンスは、戦闘機を回収してすぐさまハイパージャンプを敢行し戦場を逃れた。一方、ドレッドノートを沈められレジスタンスにも逃げられた挙句スノークからの叱責も受けたハックスは、最高指導者にレジスタンスの追跡を行っている旨を報告した。

### レジスタンス艦隊への追撃
レジスタンスは多くの犠牲を出しながらもディカーからの撤退に成功する。しかし、ファースト・オーダーの艦隊は新技術「ハイパースペース・トラッキング」でレジスタンスの艦隊を追跡していた。逃げ果せたかに見えたレジスタンスの前に、程なくしてファースト・オーダー宇宙軍の総旗艦「スプレマシー」率いる艦隊が姿を現す。レジスタンス艦隊は速度を生かしてスプレマシーのレーザー砲の有効射程圏外に留まっていたが、そこから出撃したカイロ・レン率いる戦闘機部隊が艦隊に襲いかかった。レンはラダスの格納庫を破壊し、続いて艦橋を破壊しようとするが、実の母であるレイアを手にかける行為に迷いを感じ攻撃できずにいた。その時、レンの僚機が艦橋にミサイルを撃ち込んだことでアクバー提督ら首脳陣が軒並み死亡。唯一生還したレイアも意識不明の重体に陥ってしまう。指導者を失ったレジスタンスは代理の指揮官となったアミリン・ホルド将軍の指示でなおも逃走を続けるが、ラダスの僚艦は燃料切れにより推力を失って次々と落伍し、砲撃の餌食となっていった。
ファースト・オーダーから逃げ切ることは不可能という事実、そして彼我の圧倒的な戦力差を目にしたフィンはレイをこの惨状に巻き込ませまいと決意し、彼女を呼び寄せるビーコンを手に独断で逃走を図るが、整備士のローズに見つかり力ずくで止められる。フィンはトラッキング装置がある限り追われ続けるという事実をローズに伝えるが、それならば装置を一時的にでも切ればいいという結論に至り着き、ダメロンの承諾とマズの助言を得て、作戦の鍵となる「マスター・コードブレイカー」を探すべくBB-8を連れて惑星カントニカへと向かった。
一方、レイはルークのもとを訪れジェダイとしての修行を申し込むが、ベン・ソロをカイロ・レンにしてしまったことに引け目を感じていたルークは初めはレイを拒絶する。その後チューバッカやR2-D2との再会を経てレイにフォースを学ばせることを決意した。ルークはカイロ・レンがライトサイドに帰還する可能性を諦めていたが、レイはカイロ・レンとの交信の中で希望を見出し、過去のルークと同様に修行を中断し単身レンの元へ向かった。
カントニカに到着したフィンとローズは、目的の人物と接触することは出来なかったが、ひょんなことから「DJ」を名乗るコードブレイカーの力を借りることに成功する。一行は再びレジスタンス艦隊の元へ戻り、スプレマシーに侵入してトラッキング装置の元を目指す。しかしファースト・オーダーの罠に嵌められてしまい、さらにDJもファースト・オーダーによる買収を受けフィンとローズを裏切ってしまう。
時を同じくしてスプレマシーに乗り込んだレイは、レンに連れられて最高指導者スノークと対面する。スノークはレンの修行を完了させるべくレイを殺すように命じたが、当のレンは少しずつ共感し始めていたレイを救うことを選び、隙を見せて起動させたライトセーバーでスノークを胴体を真っ二つに切断し、殺害する。レンの裏切りに対して、直後にスノークの護衛と戦闘になったが、レイとレンは共闘して全て倒した。戦いが終わった後、レンはレイに協力を持ちかけるが、レイは彼の提案を拒絶。さらにアナキンのライトセーバーを巡って争い始めた。
艦隊の残りがラダス1隻となったレジスタンスは、生存者を乗せた輸送船を至近の惑星クレイトに避難させていた。しかしDJの密告からファースト・オーダーはラダスを脱出して避難する輸送船に気づき、輸送船を砲撃し始める。これを見たホルドは、レイアらを逃がすべく敵艦隊に相向かい、ハイパースペースに入る直前でスプレマシーと激突するよう調整した上でラダスを特攻させた。自身の命を投げ打ってのホルドの攻撃は敵艦隊に甚大な被害を及ぼし、レジスタンスの生き残りへの攻撃を食い止めた。
かつての部下と再会したキャプテン・ファズマはフィンとローズを処刑しようとしていたが、ラダスの特攻により失敗に終わる。ファズマはフィンとの直接対決に臨むが、一瞬の隙を突かれてヘルメットの目元を砕かれ敗北。直後、床が崩落して落ちたファズマは炎に飲み込まれた。その後、彼らはスノークのシャトルを奪い脱出に成功した。
アナキンのライトセーバーを取り合っていたレイとレンも、ライトセーバーが断裂すると共に吹き飛ばされる。吹き飛ばされたレンが気を失っている間に、レイはスプレマシーから脱出。しばらくしてやって来たハックスは、気絶したレンとスノークの遺体を見てレンの暗殺を試みるが、直前でレンが目覚めたことで諦める。彼はスノークの死についてレンを詰問するが、逆にフォースの力で首を絞められ、レンが最高指導者となることを承服させられた。

### クレイトの戦い
ラダスから脱出したレジスタンスの生き残りは、惑星クレイトに残っていた反乱同盟軍の前哨基地に身を隠すが、そこにファースト・オーダーのAT-M6ウォーカー、AT-ATウォーカーからなる部隊が来襲する。基地の巨大な扉を破ろうとするファースト・オーダーに対し、ダメロンやフィン、ローズらが基地に残っていたスキー・スピーダーで応戦するも、ファースト・オーダーの猛攻の前に窮地に陥る。そこにレイやチューバッカが乗るミレニアム・ファルコンが現れ、TIEファイターを引き付けていった。しかし、結局基地の扉の破壊を止めることが出来ずに攻撃隊は撤退する。
追い詰められたレジスタンスの前にルーク・スカイウォーカーが現れ、ファースト・オーダーの部隊の前に立ちはだかる。これはルーク本人がオク・トーから送っていた幻影であったが、彼が自らの身を犠牲にしてカイロ･レンを引き付けた隙にレイアらは基地から脱出し、最終的にはレジスタンスの生存者全員がミレニアム・ファルコンで逃走に成功した。一方で、幻影を使って時間稼ぎに徹したルークは体力を使い切り、オク・トーの双子の太陽を見ながら息を引き取った。

### パサーナ/キジーミ/エンドアの月の任務
クレイトの戦いから一年後、ファースト・オーダーは銀河全体の大半を支配下に置くも最終的な目標であるレジスタンスの討滅には至らずにいた。そのような中、シスの信奉者によって復活し、最高指導者スノークを創造してファースト・オーダーを影で操っていたシーヴ・パルパティーン皇帝が「シス・エターナル」を率いて再び表舞台に現れた。惑星エクセゴルにいるパルパティーンは帝国の復活を実現するべく、惑星を破壊するアキシャル・スーパーレーザーを搭載したジストン級スター・デストロイヤーで構成された大艦隊「ファイナル・オーダー」をレンに与えた上でレイを殺すよう指示した。
皇帝の復活を突き止めたレジスタンスは、宇宙船をエクセゴルへの航路へと導く「ウェイファインダー」を探し出すべくレイ、フィン、ダメロン、チューバッカ、C-3POを惑星パサーナに送ってランド・カルリジアンと接触させ、彼の協力でシスの信奉者オーチの船とシスの文字が刻まれた短剣を発見する。追跡してきたファースト・オーダーとの小競り合いの中でチューバッカが捕まり短剣とミレニアム・ファルコンも奪われてしまうが、3POが読み込んでいたデータを解析するため惑星キジーミへ赴き、バブ=フリックというエンジニアのもとを訪ねる。
一行はファースト・オーダーのスター・デストロイヤーに乗り込んでチューバッカとファルコンを奪い返し、さらに権力争いに敗れレジスタンスに内通していたハックスの手も借りてキジーミからの脱出にも成功。３POとバブが解読した文字に基づいて第2デス・スターの残骸が墜落したエンドアの月の一つケフ・バーへ向かう。ケフ・バーでは元ストームトルーパーの女性・ジャナに率いられたファースト・オーダーからの脱走兵の一団の力を借りてデス・スターの内部に潜入し、レイがウェイファインダーを見つけるが、追ってきたカイロ・レンの手でウェイファインダーは砕かれてしまう。同じ頃、パルパティーンはファースト・オーダーのエンリック・プライド忠誠将軍に命じてキジーミに1隻のジストン級を送り、デモンストレーションとしてキジーミを破壊させた。

### エクセゴルの戦い
レンとの戦いに勝利したレイは、戦いの中でレンから明かされた、自身がシーヴ・パルパティーンの孫レイ・パルパティーンであるという事実を受け止められずにいた。ケフ・バーで自身が暗黒面に堕ちる未来のビジョンを見た彼女は、以前のルークと同様に戦いから逃避し、オク＝トーに戻り全てを焼き払おうとする。炎の中にライトセーバーを投げ込んだその時、レイの前にルークの霊体が現れた。彼の説得により再起したレイはレンが探し出していたもう1つのウェイファインダーを使ってエクセゴルへ赴き、彼女を追ってレジスタンスの艦隊が続いた。一方のレンは、フォースを通じて自分に呼びかける母レイアの声を聞き、亡き父ハン・ソロの幻影と対峙した事でダークサイドを捨て、「ベン・ソロ」としての自分に帰った。
エクセゴルは特殊な環境を持つ惑星であり、ファイナル・オーダーがそこから出撃するためにはナビゲーション・タワーによる誘導が不可欠だった。またジストン級はスーパーレーザーと動力炉が直結しているという設計上の欠陥を抱えており、スーパーレーザーを破壊すると連鎖反応で艦そのものも破壊される弱点を持っていた。このためレジスタンスの部隊はナビゲーションタワーを破壊し、エクセゴルに艦隊を封じ込めた上で破壊する作戦を立ててエクセゴルに乗り込んだ。これに気付いたプライドは、敵がタワーに到達する直前に自身の旗艦「ステッドファスト」にナビゲーション機能を移すことで艦隊のコントロールの維持を図ったが、レジスタンスはタワー破壊のための要員をステッドファストの甲板上に直接揚陸することで白兵戦に持ち込んだ。しかし圧倒的な戦力を誇るファイナル・オーダーの前にレジスタンスの戦闘機は次々に撃墜され、白兵戦でもシス・トルーパーの物量に対して劣勢となったことで追い込まれるが、全滅する直前にランドが支援者たちの大艦隊を引き連れてきたことで形勢が逆転し、次々とスター・デストロイヤーを破壊していった。
エクセゴルでパルパティーンが率いるシス・エターナルと対峙したレイは彼女を追ってきたベンと再び共闘するが、パルパティーンは2人のフォースを奪い完全な復活を果たした。復活早々彼は立ち上がろうとしたベンを吹き飛ばし、さらに上空に向けて放った大出力のフォース・ライトニングによって、シス艦隊に対して優勢になりつつあったレジスタンスとその支援者の艦隊を行動不能に追い込む。その後、過去のジェダイの言葉を受けて立ち上がったレイに向けてフォース・ライトニングを浴びせるが、ライトセーバーでその攻撃を跳ね返されて自滅し、シス・エターナルを巻き添えに消滅した。その上空ではフィンとジャナの工作によってステッドファストの艦橋が吹き飛ばされ、その爆発に巻き込まれたプライドが戦死。ファイナル・オーダーはエクセゴルから出る術と指揮系統を失い、ジストン級はそのまま全艦が破壊された。さらにエンドアやべスピンなど銀河各地に配備されていたスター・デストロイヤーも人民の蜂起によってことごとく破壊され、シス復活の野望はついに最終的な破滅を迎えた。
戦闘後、力を使い果たしたレイは命を落とすが、ベンがフォースの力を使って蘇生し、彼の命と引き換えに復活した。レイアもケフ・バーでレイと戦うベンに呼びかける際にそれまで残されていた力を使い果たし息を引き取っていたため、パルパティーンの破滅とともにスカイウォーカーの血筋も絶えたのであった。

## 非正史におけるエンドアの戦い以降
非正史（レジェンズ）におけるエンドアの戦い以降を描いたスピンオフ作品においても、帝国軍残党（インペリアル・レムナント）は再三反攻を行い、時に優位に立つこともあったが結局は敗れ、新共和国を打倒できないまま講和を結んでいる。
その後、暫くは平和な時が流れたが、別の銀河系からの侵略者ユージャン・ヴォングとの戦争が勃発。相互理解の不備から凄惨な殲滅戦争となり、膨大な犠牲者が出る事となる。